# Česko na Evropských hrách 2023
Česko na Evropských hrách 2023, pořádaných roku 2023 v Polsku, reprezentovali sportovci, kteří splnili kvalifikační kritéria.

## Bilance
Na Evropských hrách 2023 startovalo za Česko celkem 244 sportovců, z nichž 239 zasáhlo přímo do soutěže.

### Medailisté
| Medaile | Jméno | Sport                 | Disciplína                                 |
| ------- | --- | --------------------- | ------------------------------------------ |
| Zlato   | Matěj Krsek Vít Müller Tereza Petržilková Lada Vondrová Michal Desenský Nikoleta Jíchová | Atletika              | smíšená štafeta 4x400 m                    |
| Zlato   | Iveta Miculyčová | BMX                   | freestyle                                  |
| Zlato   | Karolína Křenková Martin Vlach | Moderní pětiboj       | smíšené dvojice                            |
| Zlato   | Martin Fuksa | Rychlostní kanoistika | C1 – 500 m                                 |
| Zlato   | Jiří Prskavec ml. | Vodní slalom          | K1                                         |
| Zlato   | Ondřej Tunka | Vodní slalom          | kajak kros                                 |
| Zlato   | Tereza Fišerová Tereza Kneblová Gabriela Satková | Vodní slalom          | C1–hlídky                                  |
| Stříbro | Petra Štolbová | Taekwondo WTF         | kategorie do 62 kg                         |
| Stříbro | Tereza Štechová | Muaythai IFMA         | kategorie do 63,5 kg                       |
| Stříbro | Tereza Fišerová Antonie Galušková Amálie Hilgertová | Vodní slalom          | K1–hlídky                                  |
| Stříbro | Filip Šnejdr | Atletika              | běh na 800m                                |
| Stříbro | Nikola Ogrodníková | Atletika              | hod oštěpem                                |
| Stříbro | Jiří Přívratský | Sportovní střelba     | 50 m lib. malorážka 3×40 ran               |
| Stříbro | Vladimír Štěpán | Sportovní střelba     | střelba na trap                            |
| Stříbro | Martin Podhráský Matěj Rampula Martin Strnad | Sportovní střelba     | družstvo – 25 m rychlopalná pistole        |
| Stříbro | Petr Nymburský ml. Jiří Přívratský František Smetana | Sportovní střelba     | družstvo – 50 m lib. malorážka 3×40 ran    |
| Stříbro | Alžběta Dědová Matěj Rampula | Sportovní střelba     | smíšené dvojice – 25 m rychlopalná pistole |
| Bronz   | Dominika Hronová | Taekwondo WTF         | kategorie do 53 kg                         |
| Bronz   | Ondřej Malina | Muaythai IFMA         | kategorie do 81 kg                         |
| Bronz   | Jakub Klauda | Muaythai IFMA         | kategorie do 91 kg                         |
| Bronz   | Tereza Širůčková | Sportovní lezení      | lezení na obtížnost                        |
| Bronz   | Julie Doležilová Pavlína Čuprová Kristýna Plevová Christine Tesařová Kristýna Riegertová Julie Petříková Anežka Sládková Věra Gärtnerová Petra Vacková Jana Urbanová Tereza Baťhová Veronika Bolfová Veronika Oupicová | Ragby VII             | ženy                                       |
| Bronz   | Tereza Fišerová | Vodní slalom          | K1                                         |
| Bronz   | Václav Chaloupka | Vodní slalom          | C1                                         |
| Bronz   | Vít Přindiš | Vodní slalom          | kajak kros                                 |
| Bronz   | Martin Podhráský | Sportovní střelba     | 25 m rychlopalná pistole                   |
| Bronz   | Jiří Přívratský | Sportovní střelba     | 10 m vzduchová puška                       |
| Bronz   | Martina Skalická Anna Šindelářová Barbora Šumová | Sportovní střelba     | družstvo – střelba na skeet                |

### Medaile podle RSC
| Resortní sportovní centra         | Ministerstvo                      | Zlato | Stříbro | Bronz | Bronz |
| --------------------------------- | --------------------------------- | ----- | ------- | ----- | ----- |
| ASC Dukla                         | ARMY                              | 2     | 2       | 1     |       |
| VICTORIA VSC+UNIS                 | MŠMT                              | 2     | 0       | 4     |       |
| Olymp CSMV                        | MVČR                              | 1     | 3       | 2     |       |
| smíšené (týmy, družstva, štafety) | smíšené (týmy, družstva, štafety) | 2     | 4       | 2     |       |
| bezresortní sportovci             | bezresortní sportovci             | 0     | 1       | 2     |       |

## Atletika
- datum: 23.–25. června 2023
- místo: Slezský stadion, Chořov
- typ soutěže: družstva a individuální
- účast: 42 závodníků + 2 náhradníci, do závodu přímo zasáhlo 39 závodníků
- medaile:
  - zlato: 1 – smíšená štafeta 4×400 m (Matěj Krsek, Vít Müller, Tereza Petržilková, Lada Vondrová, Michal Desenský (n), Nikoleta Jíchová (n))
  - stříbro: 2 – Filip Šnejdr (800m), Nikola Ogrodníková (oštěp)
  - bronz: 0

| Muži                          | Věk   | Disciplína                               | Výsledky Div. I.                         | Výsledky Div. I.                         | Výsledky Div. I.                         | CP                                       | Resort       | Klub                                           | Trenér                     |
| Muži                          | Věk   | Disciplína                               | výkon                                    | poř.                                     | klasif.                                  | CP                                       | Resort       | Klub                                           | Trenér                     |
| ----------------------------- | ----- | ---------------------------------------- | ---------------------------------------- | ---------------------------------------- | ---------------------------------------- | ---------------------------------------- | ------------ | ---------------------------------------------- | -------------------------- |
| Jan Veleba                    | 37    | 100 m                                    | 10,48                                    | 13.                                      | 4 b.                                     | n/a                                      | ASC Dukla    | TJ Dukla Praha                                 | —                          |
| Jan Jirka                     | 30    | 200 m                                    | 21,18                                    | 9.                                       | 8 b.                                     | n/a                                      | Olymp CSMV   | PSK Olymp Praha                                | Petr Habásko               |
| Matěj Krsek                   | 23    | 400 m                                    | 45,75                                    | 9.                                       | 8 b.                                     | n/a                                      | Olymp CSMV   | AC TEPO Kladno                                 | Miroslav Záhořák           |
| Filip Šnejdr                  | 28    | 800 m                                    | 1:46,84                                  | 2.                                       | 15 b.                                    | Stříbrná medaile                         | ASC Dukla    | TJ Dukla Praha                                 | Jakub Holuša               |
| Jakub Davidík                 | 21    | 1500 m                                   | 3:40,76                                  | 9.                                       | 8 b.                                     | n/a                                      | ASC Dukla    | TJ Dukla Praha                                 | Alexandr Matulka           |
| Martin Zajíc                  | 23    | 5000 m                                   | 14:15,57                                 | 13.                                      | 4 b.                                     | n/a                                      | UNIS         | VSK Univerzita Brno                            | Róbert Štefko              |
| Štěpán Schubert Vilém Stráský | 20 24 | 110 m př.                                | 14,52                                    | 16.                                      | 1 b.                                     | n/a                                      |              | TJ LIAZ Jablonec nad Nisou VSK Univerzita Brno | Dana Jandová Svatoslav Ton |
| Vít Müller                    | 27    | 400 m př.                                | 50,05                                    | 8.                                       | 9 b.                                     | n/a                                      | ASC Dukla    | TJ Dukla Praha                                 | Jiří Kmínek                |
| David Foller                  | 24    | 3000 m př.                               | 8:38,82                                  | 9.                                       | 8 b.                                     | n/a                                      | UNIS         | VSK Univerzita Brno                            | Jakub Holuša               |
| Radek Juška                   | 30    | skok do dálky                            | 7,59                                     | 10.                                      | 7 b.                                     | n/a                                      | Olymp CSMV   | PSK Olymp Praha                                | Josef Karas                |
| Jakub Kunt                    | 22    | trojskok                                 | 14,18                                    | 14.                                      | 3 b.                                     | n/a                                      |              | AC Slovácká Slávia Uherské Hradiště            | Jiří Brázdil               |
| Jan Štefela                   | 22    | skok do výšky                            | 2,20                                     | 5.                                       | 12 b.                                    | n/a                                      | VICTORIA VSC | AK ŠKODA Plzeň                                 | Jaroslav Bába              |
| Dan Bárta                     | 25    | skok o tyči                              | 5,30                                     | ÷13.                                     | 3,5 b.                                   | n/a                                      | ASC Dukla    | TJ Dukla Praha                                 | Boleslav Patera            |
| Michal Forejt                 | 23    | hod diskem                               | 59,90                                    | 6.                                       | 11 b.                                    | n/a                                      | VICTORIA VSC | AK ŠKODA Plzeň                                 | Petr Stehlík               |
| Jan Doležálek                 | 21    | hod kladivem                             | 70,47                                    | 8.                                       | 9 b.                                     | n/a                                      | Olymp CSMV   | Hvězda Pardubice                               | Iva Tlapáková              |
| Martin Konečný                | 26    | hod oštěpem                              | 70,80                                    | 11.                                      | 6 b.                                     | n/a                                      | Olymp CSMV   | Atletika Poruba                                | Stanislav Šuška            |
| Tomáš Staněk                  | 32    | vrh koulí                                | 20,47                                    | 4.                                       | 13 b.                                    | n/a                                      | VICTORIA VSC | USK Praha                                      | Petr Stehlík               |
| Zdeněk Stromšík               | 29    | 4×100 m                                  | 39,17                                    | 8.                                       | 9 b.                                     | n/a                                      | Olymp CSMV   | SSK Vítkovice                                  | Jaroslav Vlček             |
| Jan Veleba                    | 37    | 4×100 m                                  | 39,17                                    | 8.                                       | 9 b.                                     | n/a                                      | ASC Dukla    | TJ Dukla Praha                                 | —                          |
| Jan Jirka                     | 30    | 4×100 m                                  | 39,17                                    | 8.                                       | 9 b.                                     | n/a                                      | Olymp CSMV   | PSK Olymp Praha                                | Petr Habásko               |
| Jiří Polák                    | 25    | 4×100 m                                  | 39,17                                    | 8.                                       | 9 b.                                     | n/a                                      | ASC Dukla    | TJ Dukla Praha                                 | Tomáš Najbrt               |
| Stanislav Jíra                | 23    | 4×100 m                                  | —                                        | —                                        | 9 b.                                     | n/a                                      | UNIS         | PSK Olymp Praha                                | Jan Veleba                 |
| Vilém Stráský                 | 20    | náhradník – startoval v závodě 110 m př. | náhradník – startoval v závodě 110 m př. | náhradník – startoval v závodě 110 m př. | náhradník – startoval v závodě 110 m př. | náhradník – startoval v závodě 110 m př. |              | VSK Univerzita Brno                            | Svatoslav Ton              |
| Ženy                          | Věk   | Disciplína                               | Výsledky Div. I.                         | Výsledky Div. I.                         | Výsledky Div. I.                         | CP                                       | Resort       | Klub                                           | Trenér                     |
| Ženy                          | Věk   | Disciplína                               | výkon                                    | poř.                                     | klasif.                                  | CP                                       | Resort       | Klub                                           | Trenér                     |
| Karolína Maňasová             | 20    | 100 m                                    | 11,44                                    | 10.                                      | 7 b.                                     | n/a                                      | VICTORIA VSC | SSK Vítkovice                                  | Ivo Pištěk                 |
| Lada Vondrová                 | 24    | 200 m                                    | 23,44                                    | 11.                                      | 6 b.                                     | n/a                                      | VICTORIA VSC | USK Praha                                      | František Ptáčník          |
| Tereza Petržilková            | 30    | 400 m                                    | 51,51                                    | 5.                                       | 12 b.                                    | n/a                                      | VICTORIA VSC | AK ŠKODA Plzeň                                 | Jan Hanzl                  |
| Kimberley Ficenec             | 29    | 800 m                                    | 2:04,68                                  | 15.                                      | 2 b.                                     | n/a                                      | ASC Dukla    | TJ Dukla Praha                                 | Jaromír Odvárka            |
| Kristiina Mäki                | 32    | 1500 m                                   | 4:12,90                                  | 6.                                       | 11 b.                                    | n/a                                      | Olymp CSMV   | PSK Olymp Praha                                | Pavel Tunka                |
| Tereza Hrochová               | 27    | 5000 m                                   | 16:34,52                                 | 15.                                      | 2 b.                                     | n/a                                      |              | AK ŠKODA Plzeň                                 | Vladimír Bartůněk          |
| Tereza-Elena Šínová           | 22    | 100 m př.                                | 13,26                                    | 8.                                       | 9 b.                                     | n/a                                      |              | Atletika Jižní Město                           | Ladislav Kárský            |
| Nikoleta Jíchová              | 23    | 400 m př.                                | 55,44                                    | 6.                                       | 11 b.                                    | n/a                                      | ASC Dukla    | TJ Dukla Praha                                 | Jindřich Šimánek           |
| Soňa Kouřilová                | 22    | 3000 m př.                               | 10:05,23                                 | 10.                                      | 7 b.                                     | n/a                                      | UNIS         | AC Moravská Slavia Brno                        | Petr Marčík                |
| Michaela Kučerová             | 31    | skok do dálky                            | 6,17                                     | 10.                                      | 7 b.                                     | n/a                                      |              | AK Olymp Brno                                  | Gabriela Dvořáková         |
| Linda Suchá                   | 22    | trojskok                                 | 12,99                                    | 8.                                       | 9 b.                                     | n/a                                      |              | AK ŠKODA Plzeň                                 | Jakub Ryba                 |
| Michaela Hrubá                | 25    | skok do výšky                            | 1,90                                     | 3.                                       | 14 b.                                    | n/a                                      | VICTORIA VSC | USK Praha                                      | Jaroslav Bába              |
| Amálie Švábíková              | 24    | skok o tyči                              | 4,60                                     | 3.                                       | 14 b.                                    | n/a                                      | VICTORIA VSC | USK Praha                                      | Štěpán Janáček             |
| Barbora Tichá                 | 24    | hod diskem                               | 50,68                                    | 12.                                      | 5 b.                                     | n/a                                      | UNIS         | AK ŠKODA Plzeň                                 | Lucie Plašilová            |
| Nikola Ogrodníková            | 33    | hod oštěpem                              | 61,75                                    | 1.                                       | 16 b.                                    | Stříbrná medaile                         | ASC Dukla    | TJ Dukla Praha                                 | Jan Železný                |
| Adéla Korečková               | 26    | hod kladivem                             | 58,37                                    | 15.                                      | 2 b.                                     | n/a                                      |              | Hvězda Pardubice                               | Iva Tlapáková              |
| Katrin Brzyszkowská           | 20    | vrh koulí                                | 16,13                                    | 9.                                       | 8 b.                                     | n/a                                      | CISO         | SSK Vítkovice                                  | Vladimír Lindovský         |
| Karolína Maňasová             | 20    | 4×100 m                                  | 44,29                                    | 10.                                      | 7 b.                                     | n/a                                      | VICTORIA VSC | SSK Vítkovice                                  | Ivo Pištěk                 |
| Natálie Kožuškaničová         | 22    | 4×100 m                                  | 44,29                                    | 10.                                      | 7 b.                                     | n/a                                      | VICTORIA VSC | USK Praha                                      | Jakub Uher                 |
| Barbora Šplechtnová           | 21    | 4×100 m                                  | 44,29                                    | 10.                                      | 7 b.                                     | n/a                                      | Olymp CSMV   | PSK Olymp Praha                                | Petr Habásko               |
| Nikola Bendová                | 24    | 4×100 m                                  | 44,29                                    | 10.                                      | 7 b.                                     | n/a                                      | Olymp CSMV   | PSK Olymp Praha                                | Miroslav Záhořák           |
| Klára Sobotková               | 21    | 4×100 m                                  | —                                        | —                                        | 7 b.                                     | n/a                                      | VICTORIA VSC | USK Praha                                      | Jakub Uher                 |
| Anna Šimková                  | 25    | náhradnice                               | náhradnice                               | náhradnice                               | náhradnice                               | náhradnice                               |              | SK Slavia Praha                                | Jaromír Odvárka            |
| Muži + Ženy                   | Věk   | Disciplína                               | Výsledky Div. I.                         | Výsledky Div. I.                         | Výsledky Div. I.                         | CP                                       | Resort       | Klub                                           | Trenér                     |
| Muži + Ženy                   | Věk   | Disciplína                               | výkon                                    | poř.                                     | klasif.                                  | CP                                       | Resort       | Klub                                           | Trenér                     |
| Matěj Krsek                   | 23    | 4×400 m mix                              | 3:12,34                                  | 1.                                       | 16 b.                                    | Zlatá medaile                            | Olymp CSMV   | AC TEPO Kladno                                 | Miroslav Záhořák           |
| Tereza Petržilková            | 30    | 4×400 m mix                              | 3:12,34                                  | 1.                                       | 16 b.                                    | Zlatá medaile                            | VICTORIA VSC | AK ŠKODA Plzeň                                 | Jan Hanzl                  |
| Vít Müller                    | 27    | 4×400 m mix                              | 3:12,34                                  | 1.                                       | 16 b.                                    | Zlatá medaile                            | ASC Dukla    | TJ Dukla Praha                                 | Jiří Kmínek                |
| Lada Vondrová                 | 24    | 4×400 m mix                              | 3:12,34                                  | 1.                                       | 16 b.                                    | Zlatá medaile                            | VICTORIA VSC | USK Praha                                      | František Ptáčník          |
| Michal Desenský               | 30    | 4×400 m mix                              | —                                        | —                                        | 16 b.                                    | Zlatá medaile                            | Olymp CSMV   | TJ Sokol Hradec Králové                        | Petr Habásko               |
| Nikoleta Jíchová              | 23    | 4×400 m mix                              | —                                        | —                                        | 16 b.                                    | Zlatá medaile                            | ASC Dukla    | TJ Dukla Praha                                 | Jindřich Šimánek           |
| Družstvo                      |       |                                          |                                          |                                          | klasif.                                  | CP                                       |              |                                                |                            |
| Česko                         |       |                                          |                                          |                                          | ∑ 303,5 b.                               | 9.                                       |              |                                                |                            |

- Šéftrenér repr.: Pavel Sluka
- Trenéři repr.: Jaroslav Vlček (sprinty), Petr Habásko (sprinty), Jan Hanzl (sprinty), Miroslav Záhořák (sprinty), Jindřich Šimánek (sprinty), Jan Pernica (běhy), Jakub Holuša (běhy), Pavel Tunka (běhy), Zdeněk Lubenský (skoky), Josef Karas (skoky), Jaroslav Bába (skoky), Štěpán Janáček (skoky), Stanislav Šuška (vrhy), Petr Stehlík (vrhy), Lucie Plašilová (vrhy)

1. pozn: Ještě před odletem byli v původní nominaci[1] nahrazení atleti Patrik Hájek (kladivo) a Marek Bárta (disk).[2]
2. pozn: V závodě na 110 m př. došlo v průběhu her ke změně, zraněného Štěpána Schuberta nahradil Vilém Stráský.[3]
3. pozn: Je nutno brát v potaz, že výsledky jsou k datu 25.6.2023 a mohou se kvůli pozdějším možným diskvalifikacím (doping apod.) lišit.
4. pozn: Kolonka CP značí celkové pořadí za tři divize, př. Nikola Ogrodníková vyhrála závod v hodu oštěpem v divizi I, ale v divizi II měla Lotyška Līna Mūzeová lepší výkon a tak Ogrodníková obsadila celkově 2. místo. Pořadatel uváděl oficiálně pouze pořadí tří nejlepších proto u pořadí 4. a horší je uvedeno n/a (not available, nedostupné).

## Cyklistika

### BMX
- datum: 21.–22. června 2023
- místo: Skate Park, Krzeszowice
- typ soutěže: individuální
- účast: 4 závodníci
- medaile:
  - zlato: 1 – Iveta Miculyčová (Freestyle)
  - stříbro: 0
  - bronz: 0

| Muži               | Věk | Disciplína | Kvalifikace | Kvalifikace | Kvalifikace | Kvalifikace | Finále   | Finále   | Finále | Finále | CP            | Resort     | Staj                            | Trenér |
| Muži               | Věk | Disciplína | 1. jízda    | 2. jízda    | Ø jízd      | poř.        | 1. jízda | 2. jízda | MAX    | poř.   | CP            | Resort     | Staj                            | Trenér |
| ------------------ | --- | ---------- | ----------- | ----------- | ----------- | ----------- | -------- | -------- | ------ | ------ | ------------- | ---------- | ------------------------------- | ------ |
| Tomáš Beran        | 24  | freestyle  | 73,50       | 77,83       | 75,66       | 9.          | 75,06    | 36,66    | 75,06  | 7.     | 7.            | —          | Czech freestyle BMX association | —      |
| Martin Habada      | 23  | freestyle  | 66,33       | 64,33       | 65,33       | 20.         | —        | —        | —      | —      | 20.           | —          | Czech freestyle BMX association | —      |
| Ženy               | Věk | Disciplína | Kvalifikace | Kvalifikace | Kvalifikace | Kvalifikace | Finále   | Finále   | Finále | Finále | CP            | Resort     | Staj                            | Trenér |
| Ženy               | Věk | Disciplína | 1. jízda    | 2. jízda    | Ø jízd      | poř.        | 1. jízda | 2. jízda | MAX    | poř.   | CP            | Resort     | Staj                            | Trenér |
| Iveta Miculyčová   | 18  | freestyle  | 71,83       | 69,33       | 70,58       | 4.          | 76,33    | 82,33    | 82,33  | 1.     | Zlatá medaile | Olymp CSMV | Czech freestyle BMX association | —      |
| Kateřina Jalůvková | 26  | freestyle  | 47,66       | 49,00       | 48,33       | 8.          | 56,66    | 15,66    | 56,66  | 7.     | 7.            | —          | Czech freestyle BMX association | —      |

- Šéftrenér repr.: Erik Figar

### Horská kola
- datum: 25. června 2023
- místo: Krynica-Zdrój
- typ soutěže: individuální
- účast: 6 závodníků
- medaile:
  - zlato: 0
  - stříbro: 0
  - bronz: 0

| Muži               | Věk | Disciplína  | Výsledek | Výsledek | Výsledek | CP  | Resort    | Stáj                           | Trenér          |
| Muži               | Věk | Disciplína  | výkon    | odstup   | poř.     | CP  | Resort    | Stáj                           | Trenér          |
| ------------------ | --- | ----------- | -------- | -------- | -------- | --- | --------- | ------------------------------ | --------------- |
| Ondřej Cink        | 33  | hrom. závod | 1:21:10  | +1:29    | 10.      | 10. | ASC Dukla | Primaflor Mondraker Genuins RT | Karel Martínek  |
| Jan Škarnitzl      | 37  | hrom. závod | 1:26:03  | +6:22    | 43.      | 43. | —         | GAPP System - Kolofix MTB RT   | —               |
| Jan Vastl          | 28  | hrom. závod | 1:26:31  | +6:50    | 44.      | 44. | —         | Rouvy Specialized Cycling team | —               |
| Lukáš Kobes        | 27  | hrom. závod | 1:27:43  | +8:02    | 47.      | 47. | —         | GAPP System - Kolofix MTB RT   | —               |
| Ženy               | Věk | Disciplína  | Výsledek | Výsledek | Výsledek | CP  | Resort    | Stáj                           | Trenér          |
| Ženy               | Věk | Disciplína  | výkon    | odstup   | poř.     | CP  | Resort    | Stáj                           | Trenér          |
| Jitka Čábelická    | 33  | hrom. závod | 1:26:33  | +8:07    | 28.      | 28. | ASC Dukla | GAPP System - Kolofix MTB RT   | Karel Martínek  |
| Jana Czeczinkarová | 26  | hrom. závod | 1:28:59  | +10:33   | 34.      | 34. | ASC Dukla | Berria Vittoria Factory Team   | Viktor Zapletal |

- Šéftrenér repr.: Viktor Zapletal

## Lyžování na umělé trávě

### Skoky na lyžích
- datum: 27. června – 1. července 2023
- místo: Zakopane
- typ soutěže: individuální a družstva
- účast: 8 závodníků
- medaile:
  - zlato: 0
  - stříbro: 0
  - bronz: 0

| Muži                | Věk | Disciplína       | 1. kolo | 1. kolo | 2. kolo | CP  | Resort    | Stáj                     | Trenér          |
| Muži                | Věk | Disciplína       | výkon   | poř.    | výkon   | CP  | Resort    | Stáj                     | Trenér          |
| ------------------- | --- | ---------------- | ------- | ------- | ------- | --- | --------- | ------------------------ | --------------- |
| Radek Rygl          | 22  | střední můstek   | 98,6    | 38.     | —       | 38. | ASC Dukla | TJ Dukla Liberec         | Lukáš Hlava     |
| David Rygl          | 18  | střední můstek   | 95,4    | 39.     | —       | 39. | ASC Dukla | TJ Dukla Liberec         | Jakub Jiroutek  |
| Benedikt Holub      | 23  | střední můstek   | 92,7    | 40.     | —       | 40. | ASC Dukla | TJ Dukla Frenštát pod R. | Jaroslav Sakala |
| Kryštof Hauser      | 21  | střední můstek   | 72,0    | 49.     | —       | 49. | ASC Dukla | TJ Dukla Liberec         | Jakub Jiroutek  |
| Daniel Škarka       | 17  | střední můstek   | —       | DSQ     | —       | DSQ | CISO      | TJ Dukla Frenštát pod R. | Jaroslav Sakala |
| Radek Rygl          | 22  | velký můstek     | 100,4   | 38.     | —       | 38. | ASC Dukla | TJ Dukla Liberec         | Lukáš Hlava     |
| David Rygl          | 18  | velký můstek     | 90,1    | 41.     | —       | 41. | ASC Dukla | TJ Dukla Liberec         | Jakub Jiroutek  |
| Benedikt Holub      | 23  | velký můstek     | 72,5    | 49.     | —       | 49. | ASC Dukla | TJ Dukla Frenštát pod R. | Jaroslav Sakala |
| Daniel Škarka       | 17  | velký můstek     | 60,3    | 53.     | —       | 53. | CISO      | TJ Dukla Frenštát pod R. | Jaroslav Sakala |
| Kryštof Hauser      | 21  | velký můstek     | 59,8    | 54.     | —       | 54. | ASC Dukla | TJ Dukla Liberec         | Jakub Jiroutek  |
| Ženy                | Věk | Disciplína       | 1. kolo | 1. kolo | 2. kolo | CP  | Resort    | Stáj                     | Trenér          |
| Ženy                | Věk | Disciplína       | výkon   | poř.    | výkon   | CP  | Resort    | Stáj                     | Trenér          |
| Klára Ulrichová     | 19  | střední můstek   | 90,8    | 21.     | 167,3   | 24. | ASC Dukla | TJ Dukla Frenštát pod R. | Martin Bayer    |
| Karolína Indráčková | 26  | střední můstek   | 82,3    | 25.     | 141,5   | 27. | ASC Dukla | TJ Dukla Liberec         | Jaroslav Šimek  |
| Anežka Indráčková   | 17  | střední můstek   | 72,2    | 28.     | 139,3   | 28. | ASC Dukla | TJ Dukla Liberec         | Jaroslav Šimek  |
| Klára Ulrichová     | 19  | velký můstek     | 70,6    | 22.     | 140,6   | 25. | ASC Dukla | TJ Dukla Frenštát pod R. | Martin Bayer    |
| Karolína Indráčková | 26  | velký můstek     | 59,3    | 27.     | 123,8   | 28. | ASC Dukla | TJ Dukla Liberec         | Jaroslav Šimek  |
| Anežka Indráčková   | 17  | velký můstek     | 51,7    | 31.     | —       | 31. | ASC Dukla | TJ Dukla Liberec         | Jaroslav Šimek  |
| Muži + ženy         | Věk | Disciplína       | 1. kolo | 1. kolo | 2. kolo | CP  | Resort    | Stáj                     | Trenér          |
| Muži + ženy         | Věk | Disciplína       | výkon   | poř.    | výkon   | CP  | Resort    | Stáj                     | Trenér          |
| Karolína Indráčková | 26  | smíšené družstvo | 276,4   | 9.      | —       | 9.  | ASC Dukla | TJ Dukla Liberec         | Jaroslav Šimek  |
| David Rygl          | 18  | smíšené družstvo | 276,4   | 9.      | —       | 9.  | ASC Dukla | TJ Dukla Liberec         | Jakub Jiroutek  |
| Klára Ulrichová     | 19  | smíšené družstvo | 276,4   | 9.      | —       | 9.  | ASC Dukla | TJ Dukla Frenštát pod R. | Martin Bayer    |
| Radek Rygl          | 22  | smíšené družstvo | 276,4   | 9.      | —       | 9.  | ASC Dukla | TJ Dukla Liberec         | Lukáš Hlava     |

- Trenéři repr.: Jaroslav Šimek, Martin Bayer, Lukáš Hlava

zdroj: https://www.fis-ski.com/DB/general/event-details.html?sectorcode=JP&eventid=53497&seasoncode=2024

## Míčové sporty

### Teqball
- datum: 28. června – 2. července 2023
- místo: Krakovský rynek, Krakov
- typ soutěže: individuální a dvojic
- účast: 4 závodníci
- medaile:
  - zlato: 0
  - stříbro: 0
  - bronz: 0

| Muži             | Věk | Disciplína      | Základní skupina               | Základní skupina            | Základní skupina              | Základní skupina | Čtvrtfinále                       | Semifinále             | Finále | CP  | o 3. místo                | Resort | Klub                    | Trenér            |
| Muži             | Věk | Disciplína      | 1. zápas                       | 2. zápas                    | 3. zápas                      | poř.             | Čtvrtfinále                       | Semifinále             | Finále | CP  | o 3. místo                | Resort | Klub                    | Trenér            |
| ---------------- | --- | --------------- | ------------------------------ | --------------------------- | ----------------------------- | ---------------- | --------------------------------- | ---------------------- | ------ | --- | ------------------------- | ------ | ----------------------- | ----------------- |
| Petr Bubniak     | 45  | dvouhra         | V (2–0) F. Shabani             | P (1–2) B. Marojević        | —                             | 2.               | —                                 | —                      | —      | n/a | —                         | —      | TJ Spartak Velká Bíteš  | František Bubniak |
| Lukáš Flaks      | 40  | čtyřhra         | V (2–0) Batalo/ Bungić         | V (2–0) Jeppesen/ Thomsen   | —                             | 1.               | P (0–2) Györgydeák/ Ilyés         | —                      | —      | ÷5. | —                         | —      | TJ Sokol Družba Suchdol | —                 |
| Petr Bubniak     | 45  | čtyřhra         | V (2–0) Batalo/ Bungić         | V (2–0) Jeppesen/ Thomsen   | —                             | 1.               | P (0–2) Györgydeák/ Ilyés         | —                      | —      | ÷5. | —                         | —      | TJ Spartak Velká Bíteš  | František Bubniak |
| Ženy             | Věk | Disciplína      | Základní skupina               | Základní skupina            | Základní skupina              | Základní skupina | Čtvrtfinále                       | Semifinále             | Finále | CP  | o 3. místo                | Resort | Klub                    | Trenér            |
| Ženy             | Věk | Disciplína      | 1. zápas                       | 2. zápas                    | 3. zápas                      | poř.             | Čtvrtfinále                       | Semifinále             | Finále | CP  | o 3. místo                | Resort | Klub                    | Trenér            |
| Iva Buřvalová    | 35  | dvouhra         | V (2–0) C. Coutová             | P (0–2) K. Barabásiová      | V (2–0) A. Kučerová           | 2.               | P (0–2) A. Julianová              | —                      | —      | ÷5. | —                         | —      | TJ Sokol Družba Suchdol | Lukáš Flaks       |
| Gabriela Zachová | 24  | čtyřhra         | P (0–2) Barabásiová/ Dakóová   | V (2–0) Pejićová/ Vranićová | —                             | 2.               | P (1–2) Bartnická/ Kamińská       | —                      | —      | ÷5. | —                         | —      | TJ Sokol Družba Suchdol | Lukáš Flaks       |
| Iva Buřvalová    | 35  | čtyřhra         | P (0–2) Barabásiová/ Dakóová   | V (2–0) Pejićová/ Vranićová | —                             | 2.               | P (1–2) Bartnická/ Kamińská       | —                      | —      | ÷5. | —                         | —      | TJ Sokol Družba Suchdol | Lukáš Flaks       |
| Muži + ženy      | Věk | Disciplína      | Základní skupina               | Základní skupina            | Základní skupina              | Základní skupina | Čtvrtfinále                       | Semifinále             | Finále | CP  | o 3. místo                | Resort | Klub                    | Trenér            |
| Muži + ženy      | Věk | Disciplína      | 1. zápas                       | 2. zápas                    | 3. zápas                      | poř.             | Čtvrtfinále                       | Semifinále             | Finále | CP  | o 3. místo                | Resort | Klub                    | Trenér            |
| Lukáš Flaks      | 40  | smíšená čtyřhra | V (2–0) Stächelin/ Glöcknerová | V (2–0) Santos/ Parenteová  | V (2–1) Jeppesen/ Dahlmannová | 1.               | V (2–1) Vardanjan/ Mangasarjanová | P (0–2) Katz/ Vasasová | —      | 4.  | P (0–2) Pokwap/ Bartnická | —      | TJ Sokol Družba Suchdol | —                 |
| Gabriela Zachová | 24  | smíšená čtyřhra | V (2–0) Stächelin/ Glöcknerová | V (2–0) Santos/ Parenteová  | V (2–1) Jeppesen/ Dahlmannová | 1.               | V (2–1) Vardanjan/ Mangasarjanová | P (0–2) Katz/ Vasasová | —      | 4.  | P (0–2) Pokwap/ Bartnická | —      | TJ Sokol Družba Suchdol | Lukáš Flaks       |

- Šéftrenér repr.: Vlastimil Báča
- Trenér repr.: Roman Lambert

## Moderní pětiboj
- datum: 25. června – 1. července 2023
- místo: AWF Sport Centre, Krakov
- typ soutěže: individuální a družstva
- účast: 7 závodníků
- medaile:
  - zlato: 1 – smíšené družstvo (Martin Vlach, Karolína Křenková)
  - stříbro: 0
  - bronz: 0

| Muži              | Věk | Disciplína       | Kvalifikace | Kvalifikace | Kvalifikace | Semifinále | Semifinále | Semifinále | Finále | Finále  | Finále | Finále   | Finále | CP            | Resort    | Klub                | Trenér             |
| Muži              | Věk | Disciplína       |             | výkon       | poř.        |            | výkon      | poř.       | šerm   | plavání | parkur | běh+stř. | ∑ bodů | CP            | Resort    | Klub                | Trenér             |
| ----------------- | --- | ---------------- | ----------- | ----------- | ----------- | ---------- | ---------- | ---------- | ------ | ------- | ------ | -------- | ------ | ------------- | --------- | ------------------- | ------------------ |
| Marek Grycz       | 26  | jednot.          | A           | 1187        | 18.         | A          | 1197       | 9.         | 200    | 305     | 286    | 682      | 1473   | 15.           | ASC Dukla | SC Bystřice         | Ivo Konvička       |
| Jan Kuf           | 32  | jednot.          | B           | 1189        | 8.          | B          | 1194       | 11.        | —      | —       | —      | —        | —      | 20.           | ASC Dukla | TJ Dukla Praha      | Jakub Kučera       |
| Ondřej Polívka    | 35  | jednot.          | B           | 1185        | 14.         | B          | 1183       | 13.        | —      | —       | —      | —        | —      | 25.           | ASC Dukla | TJ Dukla Praha      | Jakub Kučera       |
| Martin Vlach      | 26  | jednot.          | A           | 1196        | 7.          | A          | 1182       | 13.        | —      | —       | —      | —        | —      | 26.           | ASC Dukla | TJ LaRS Kladno      | Alexandra Kučerová |
| Marek Grycz       | 26  | družstvo         | —           | —           | —           | —          | —          | —          | —      | —       | —      | —        | 3850   | 7.            | ASC Dukla | SC Bystřice         | Ivo Konvička       |
| Jan Kuf           | 32  | družstvo         | —           | —           | —           | —          | —          | —          | —      | —       | —      | —        | 3850   | 7.            | ASC Dukla | TJ Dukla Praha      | Jakub Kučera       |
| Ondřej Polívka    | 35  | družstvo         | —           | —           | —           | —          | —          | —          | —      | —       | —      | —        | 3850   | 7.            | ASC Dukla | TJ Dukla Praha      | Jakub Kučera       |
| Martin Vlach      | 26  | družstvo         | —           | —           | —           | —          | —          | —          | —      | —       | —      | —        | —      | 7.            | ASC Dukla | TJ LaRS Kladno      | Alexandra Kučerová |
| Ženy              | Věk | Disciplína       | Kvalifikace | Kvalifikace | Kvalifikace | Semifinále | Semifinále | Semifinále | Finále | Finále  | Finále | Finále   | Finále | CP            | Resort    | Klub                | Trenér             |
| Ženy              | Věk | Disciplína       |             | výkon       | poř.        |            | výkon      | poř.       | šerm   | plavání | parkur | běh+stř. | ∑ bodů | CP            | Resort    | Klub                | Trenér             |
| Lucie Hlaváčková  | 18  | jednot.          | B           | 1103        | 13.         | A          | 1109       | 8.         | 208    | 269     | 0      | 615      | 1092   | 18.           | ASC Dukla | TJ Dukla Praha      | David Svoboda      |
| Karolína Křenková | 25  | jednot.          | A           | 1068        | 12.         | B          | 1056       | 16.        | —      | —       | —      | —        | —      | 34.           | ASC Dukla | TJ Spartak Hořovice | Michal Michalík    |
| Veronika Novotná  | 23  | jednot.          | B           | 1069        | 22.         | —          | —          | —          | —      | —       | —      | —        | —      | 40.           | ASC Dukla | PK Příbram          | Alexandra Kučerová |
| Lucie Hlaváčková  | 18  | družstvo         | —           | —           | —           | —          | —          | —          | —      | —       | —      | —        | 3217   | 9.            | ASC Dukla | TJ Dukla Praha      | David Svoboda      |
| Karolína Křenková | 25  | družstvo         | —           | —           | —           | —          | —          | —          | —      | —       | —      | —        | 3217   | 9.            | ASC Dukla | TJ Spartak Hořovice | Michal Michalík    |
| Veronika Novotná  | 23  | družstvo         | —           | —           | —           | —          | —          | —          | —      | —       | —      | —        | 3217   | 9.            | ASC Dukla | PK Příbram          | Alexandra Kučerová |
| Muži + ženy       | Věk | Disciplína       | Kvalifikace | Kvalifikace | Kvalifikace | Semifinále | Semifinále | Semifinále | Finále | Finále  | Finále | Finále   | Finále | CP            | Resort    | Klub                | Trenér             |
| Muži + ženy       | Věk | Disciplína       |             | výkon       | poř.        |            | výkon      | poř.       | šerm   | plavání | parkur | běh+stř. | ∑ bodů | CP            | Resort    | Klub                | Trenér             |
| Martin Vlach      | 26  | smíšené družstvo | —           | —           | —           | —          | —          | —          | 224    | 312     | 300    | 570      | 1406   | Zlatá medaile | ASC Dukla | TJ LaRS Kladno      | Alexandra Kučerová |
| Karolína Křenková | 25  | smíšené družstvo | —           | —           | —           | —          | —          | —          | 224    | 312     | 300    | 570      | 1406   | Zlatá medaile | ASC Dukla | TJ Spartak Hořovice | Michal Michalík    |

- Šéftrenér repr.: Jakub Kučera
- Trenéř repr.: Alexandra Kučerová, Fridrich Földes, Václav Frajbiš

## Plavecké sporty

### Skoky do vody
- datum: 22.–28. června 2023
- místo: Diving Arena, Řešov
- typ soutěže: individuální + týmy
- účast: 2 závodníci
- medaile:
  - zlato: 0
  - stříbro: 0
  - bronz: 0

| Muži              | Věk | Disciplína                     | Kvalifikace | Kvalifikace | Finále | Finále | CP  | Resort       | Klub            | Trenér                   |
| Muži              | Věk | Disciplína                     | výkon       | poř.        | výkon  | poř.   | CP  | Resort       | Klub            | Trenér                   |
| ----------------- | --- | ------------------------------ | ----------- | ----------- | ------ | ------ | --- | ------------ | --------------- | ------------------------ |
| Josef-Hugo Šorejs | 18  | 1 m prkno                      | 245,25      | 29.         | —      | —      | 29. | VICTORIA VSC | USK Praha       | Carmen Strittová-Burková |
| Josef-Hugo Šorejs | 18  | 3 m prkno                      | 247,10      | 30.         | —      | —      | 30. | VICTORIA VSC | USK Praha       | Carmen Strittová-Burková |
| —                 | —   | 10 m věž                       | —           | —           | —      | —      | —   | —            | —               | —                        |
| —                 | —   | synchro. skoky z 3 m prkna     | —           | —           | —      | —      | —   | —            | —               | —                        |
| —                 | —   | synchro. skoky z 3 m prkna     | —           | —           | —      | —      | —   | —            | —               | —                        |
| —                 | —   | synchro. skoky z 10 m věže     | —           | —           | —      | —      | —   | —            | —               | —                        |
| —                 | —   | synchro. skoky z 10 m věže     | —           | —           | —      | —      | —   | —            | —               | —                        |
| Ženy              | Věk | Disciplína                     | Kvalifikace | Kvalifikace | Finále | Finále | CP  | Resort       | Klub            | Trenér                   |
| Ženy              | Věk | Disciplína                     | výkon       | poř.        | výkon  | poř.   | CP  | Resort       | Klub            | Trenér                   |
| Tereza Jelínková  | 15  | 1 m prkno                      | 167,60      | 24.         | —      | —      | 24. | —            | SK Slavia Praha | Iveta Jirková            |
| Tereza Jelínková  | 15  | 3 m prkno                      | 221,40      | 19.         | —      | —      | 19. | —            | SK Slavia Praha | Iveta Jirková            |
| —                 | —   | 10 m věž                       | —           | —           | —      | —      | —   | —            | —               | —                        |
| —                 | —   | synchro. skoky z 3 m prkna     | —           | —           | —      | —      | —   | —            | —               | —                        |
| —                 | —   | synchro. skoky z 3 m prkna     | —           | —           | —      | —      | —   | —            | —               | —                        |
| —                 | —   | synchro. skoky z 10 m věže     | —           | —           | —      | —      | —   | —            | —               | —                        |
| —                 | —   | synchro. skoky z 10 m věže     | —           | —           | —      | —      | —   | —            | —               | —                        |
| Muži + ženy       | Věk | Disciplína                     | Kvalifikace | Kvalifikace | Finále | Finále | CP  | Resort       | Klub            | Trenér                   |
| Muži + ženy       | Věk | Disciplína                     | výkon       | poř.        | výkon  | poř.   | CP  | Resort       | Klub            | Trenér                   |
| —                 | —   | synchro. skoky z 3 m prkna mix | —           | —           | —      | —      | —   | —            | —               | —                        |
| —                 | —   | synchro. skoky z 3 m prkna mix | —           | —           | —      | —      | —   | —            | —               | —                        |
| —                 | —   | synchro. skoky z 10 m věže mix | —           | —           | —      | —      | —   | —            | —               | —                        |
| —                 | —   | synchro. skoky z 10 m věže mix | —           | —           | —      | —      | —   | —            | —               | —                        |
| —                 | —   | tým mix                        | —           | —           | —      | —      | —   | —            | —               | —                        |
| —                 | —   | tým mix                        | —           | —           | —      | —      | —   | —            | —               | —                        |
| —                 | —   | tým mix                        | —           | —           | —      | —      | —   | —            | —               | —                        |
| —                 | —   | tým mix                        | —           | —           | —      | —      | —   | —            | —               | —                        |

- Šéftrenér repr.: Iveta Jirková

### Umělecké (synchronizované) plavání
- datum: 21.–25. června 2023
- místo: Oswiecim Aquatics Centre, Osvětim
- typ soutěže: individuální + týmy
- účast: 2 závodníci
- medaile:
  - zlato: 0
  - stříbro: 0
  - bronz: 0

| Ženy              | Věk | Disciplína                        | Kvalifikace | Kvalifikace | Finále   | Finále | CP  | Resort     | Klub          | Trenér                          |
| Ženy              | Věk | Disciplína                        | výkon       | poř.        | výkon    | poř.   | CP  | Resort     | Klub          | Trenér                          |
| ----------------- | --- | --------------------------------- | ----------- | ----------- | -------- | ------ | --- | ---------- | ------------- | ------------------------------- |
| Karolína Klusková | 21  | duo – tech. sestavy               | —           | —           | 213,2699 | 10.    | 10. | Olymp CSMV | TJ Tesla Brno | Libuše Zídková, Soňa Bernardová |
| Aneta Mrázková    | 23  | duo – tech. sestavy               | —           | —           | 213,2699 | 10.    | 10. | UNIS       | TJ Tesla Brno | Libuše Zídková, Soňa Bernardová |
| Karolína Klusková | 21  | duo – volné sestavy               | 122,3582    | 14.         | —        | —      | 14. | Olymp CSMV | TJ Tesla Brno | Libuše Zídková, Soňa Bernardová |
| Aneta Mrázková    | 23  | duo – volné sestavy               | 122,3582    | 14.         | —        | —      | 14. | UNIS       | TJ Tesla Brno | Libuše Zídková, Soňa Bernardová |
| Muži + ženy       | Věk | Disciplína                        | Kvalifikace | Kvalifikace | Finále   | Finále | CP  | Resort     | Klub          | Trenér                          |
| Muži + ženy       | Věk | Disciplína                        | výkon       | poř.        | výkon    | poř.   | CP  | Resort     | Klub          | Trenér                          |
| —                 | —   | duo mix – tech. sestavy           | —           | —           | —        | —      | —   | —          | —             | —                               |
| —                 | —   | duo mix – tech. sestavy           | —           | —           | —        | —      | —   | —          | —             | —                               |
| —                 | —   | duo mix – volné sestavy           | —           | —           | —        | —      | —   | —          | —             | —                               |
| —                 | —   | duo mix – volné sestavy           | —           | —           | —        | —      | —   | —          | —             | —                               |
| —                 | —   | tým – tech. sestavy               | —           | —           | —        | —      | —   | —          | —             | —                               |
| —                 | —   | tým – tech. sestavy               | —           | —           | —        | —      | —   | —          | —             | —                               |
| —                 | —   | tým – tech. sestavy               | —           | —           | —        | —      | —   | —          | —             | —                               |
| —                 | —   | tým – tech. sestavy               | —           | —           | —        | —      | —   | —          | —             | —                               |
| —                 | —   | tým – tech. sestavy               | —           | —           | —        | —      | —   | —          | —             | —                               |
| —                 | —   | tým – tech. sestavy               | —           | —           | —        | —      | —   | —          | —             | —                               |
| —                 | —   | tým – tech. sestavy               | —           | —           | —        | —      | —   | —          | —             | —                               |
| —                 | —   | tým – tech. sestavy               | —           | —           | —        | —      | —   | —          | —             | —                               |
| —                 | —   | tým – tech. sestavy               | —           | —           | —        | —      | —   | —          | —             | —                               |
| —                 | —   | tým – tech. sestavy               | —           | —           | —        | —      | —   | —          | —             | —                               |
| —                 | —   | tým – volné sestavy               | —           | —           | —        | —      | —   | —          | —             | —                               |
| —                 | —   | tým – volné sestavy               | —           | —           | —        | —      | —   | —          | —             | —                               |
| —                 | —   | tým – volné sestavy               | —           | —           | —        | —      | —   | —          | —             | —                               |
| —                 | —   | tým – volné sestavy               | —           | —           | —        | —      | —   | —          | —             | —                               |
| —                 | —   | tým – volné sestavy               | —           | —           | —        | —      | —   | —          | —             | —                               |
| —                 | —   | tým – volné sestavy               | —           | —           | —        | —      | —   | —          | —             | —                               |
| —                 | —   | tým – volné sestavy               | —           | —           | —        | —      | —   | —          | —             | —                               |
| —                 | —   | tým – volné sestavy               | —           | —           | —        | —      | —   | —          | —             | —                               |
| —                 | —   | tým – volné sestavy               | —           | —           | —        | —      | —   | —          | —             | —                               |
| —                 | —   | tým – volné sestavy               | —           | —           | —        | —      | —   | —          | —             | —                               |
| —                 | —   | acro (akrobatické volné sestavy)  | —           | —           | —        | —      | —   | —          | —             | —                               |
| —                 | —   | acro (akrobatické volné sestavy)  | —           | —           | —        | —      | —   | —          | —             | —                               |
| —                 | —   | acro (akrobatické volné sestavy)  | —           | —           | —        | —      | —   | —          | —             | —                               |
| —                 | —   | acro (akrobatické volné sestavy)  | —           | —           | —        | —      | —   | —          | —             | —                               |
| —                 | —   | acro (akrobatické volné sestavy)  | —           | —           | —        | —      | —   | —          | —             | —                               |
| —                 | —   | acro (akrobatické volné sestavy)  | —           | —           | —        | —      | —   | —          | —             | —                               |
| —                 | —   | acro (akrobatické volné sestavy)  | —           | —           | —        | —      | —   | —          | —             | —                               |
| —                 | —   | acro (akrobatické volné sestavy)  | —           | —           | —        | —      | —   | —          | —             | —                               |
| —                 | —   | acro (akrobatické volné sestavy)  | —           | —           | —        | —      | —   | —          | —             | —                               |
| —                 | —   | acro (akrobatické volné sestavy)  | —           | —           | —        | —      | —   | —          | —             | —                               |
| —                 | —   | kombo (kombinované volné sestavy) | —           | —           | —        | —      | —   | —          | —             | —                               |
| —                 | —   | kombo (kombinované volné sestavy) | —           | —           | —        | —      | —   | —          | —             | —                               |
| —                 | —   | kombo (kombinované volné sestavy) | —           | —           | —        | —      | —   | —          | —             | —                               |
| —                 | —   | kombo (kombinované volné sestavy) | —           | —           | —        | —      | —   | —          | —             | —                               |
| —                 | —   | kombo (kombinované volné sestavy) | —           | —           | —        | —      | —   | —          | —             | —                               |
| —                 | —   | kombo (kombinované volné sestavy) | —           | —           | —        | —      | —   | —          | —             | —                               |
| —                 | —   | kombo (kombinované volné sestavy) | —           | —           | —        | —      | —   | —          | —             | —                               |
| —                 | —   | kombo (kombinované volné sestavy) | —           | —           | —        | —      | —   | —          | —             | —                               |
| —                 | —   | kombo (kombinované volné sestavy) | —           | —           | —        | —      | —   | —          | —             | —                               |
| —                 | —   | kombo (kombinované volné sestavy) | —           | —           | —        | —      | —   | —          | —             | —                               |

- Šéftrenér repr.: Oleksandra Jermakovová

## Raketové sporty

### Badminton
- datum: 26. června – 2. července 2023
- místo: Arena Jaskółka, Tarnov
- typ soutěže: jednotlivci a dvojice
- účast: 4 závodníci
- medaile:
  - zlato: 0
  - stříbro: 0
  - bronz: 0

| Muži             | Věk | Disciplína      | Základní skupina      | Základní skupina         | Základní skupina         | Základní skupina | Vyřazovací pavouk | Vyřazovací pavouk | Vyřazovací pavouk | Vyřazovací pavouk | CP  | Resort     | Klub             | Trenér         |
| Muži             | Věk | Disciplína      | 1. zápas              | 2. zápas                 | 3. zápas                 | poř.             | 1/16              | Čtvrtfinále       | Semifinále        | Finále            | CP  | Resort     | Klub             | Trenér         |
| ---------------- | --- | --------------- | --------------------- | ------------------------ | ------------------------ | ---------------- | ----------------- | ----------------- | ----------------- | ----------------- | --- | ---------- | ---------------- | -------------- |
| Jan Louda        | 24  | dvouhra         | V (2–0) K. Schäfer    | V (2–0) L. Wraber        | P (0–2) J. Carraggi      | 2.               | P (0–2) C. Popov  | —                 | —                 | —                 | n/a | Olymp CSMV | USK Plzeň        | Josef Rubáš    |
| Ondřej Král      | 24  | čtyřhra         | P (0–2) Dunn/ Hall    | V (2–0) Bochat/ Cybulski | P (0–2) C.Popov/ T.Popov | 3.               | —                 | —                 | —                 | —                 | n/a | Olymp CSMV | TJ Sokol Radotín | Oscar Martínez |
| Adam Mendrek     | 28  | čtyřhra         | P (0–2) Dunn/ Hall    | V (2–0) Bochat/ Cybulski | P (0–2) C.Popov/ T.Popov | 3.               | —                 | —                 | —                 | —                 | n/a | Olymp CSMV | FSpS MU Brno     | Tomasz Mendrek |
| Ženy             | Věk | Disciplína      | Základní skupina      | Základní skupina         | Základní skupina         | Základní skupina | Vyřazovací pavouk | Vyřazovací pavouk | Vyřazovací pavouk | Vyřazovací pavouk | CP  | Resort     | Klub             | Trenér         |
| Ženy             | Věk | Disciplína      | 1. zápas              | 2. zápas                 | 3. zápas                 | poř.             | 1/16              | Čtvrtfinále       | Semifinále        | Finále            | CP  | Resort     | Klub             | Trenér         |
| Tereza Švábíková | 23  | dvouhra         | V (2–0) R. Darraghová | P (0–2) Čchi S.f.        | V (2–0) M. Sudimacová    | 2.               | P (0–2) L. Tanová | —                 | —                 | —                 | n/a | UNIS       | Chance Ostrava   | Jørgen Søvndal |
| —                | —   | čtyřhra         | —                     | —                        | —                        | —                | —                 | —                 | —                 | —                 | —   | —          | —                | —              |
| —                | —   | čtyřhra         | —                     | —                        | —                        | —                | —                 | —                 | —                 | —                 | —   | —          | —                | —              |
| Muži + ženy      | Věk | Disciplína      | Základní skupina      | Základní skupina         | Základní skupina         | Základní skupina | Vyřazovací pavouk | Vyřazovací pavouk | Vyřazovací pavouk | Vyřazovací pavouk | CP  | Resort     | Klub             | Trenér         |
| Muži + ženy      | Věk | Disciplína      | 1. zápas              | 2. zápas                 | 3. zápas                 | poř.             | 1/16              | Čtvrtfinále       | Semifinále        | Finále            | CP  | Resort     | Klub             | Trenér         |
| —                | —   | smíšená čtyřhra | —                     | —                        | —                        | —                | —                 | —                 | —                 | —                 | —   | —          | —                | —              |
| —                | —   | smíšená čtyřhra | —                     | —                        | —                        | —                | —                 | —                 | —                 | —                 | —   | —          | —                | —              |

- Trenéři reprezentace: Oscar Martínez, Tomasz Mendrek

### Padel
- datum: 21.–25. června 2023
- místo: Krakovský rynek, Krakov
- typ soutěže: dvojice
- účast: 4 závodníci
- medaile:
  - zlato: 0
  - stříbro: 0
  - bronz: 0

| Muži             | Věk | Disciplína      | Vyřazovací pavouk          | Vyřazovací pavouk | Vyřazovací pavouk | Vyřazovací pavouk | Vyřazovací pavouk | CP  | Resort | Klub                       | Trenér     |
| Muži             | Věk | Disciplína      | 1/32                       | 1/16              | Čtvrtfinále       | Semifinále        | Finále            | CP  | Resort | Klub                       | Trenér     |
| ---------------- | --- | --------------- | -------------------------- | ----------------- | ----------------- | ----------------- | ----------------- | --- | ------ | -------------------------- | ---------- |
| Antonín Štěpánek | 24  | čtyřhra         | P (0–2) Deloyer/ Coene     | —                 | —                 | —                 | —                 | n/a | —      | Tenis & Padel klub Písečná | Jakub Lenc |
| Otakar Vénos     | 33  | čtyřhra         | P (0–2) Deloyer/ Coene     | —                 | —                 | —                 | —                 | n/a | —      | Tenis & Padel klub Písečná | Jakub Lenc |
| Ženy             | Věk | Disciplína      | Vyřazovací pavouk          | Vyřazovací pavouk | Vyřazovací pavouk | Vyřazovací pavouk | Vyřazovací pavouk | CP  | Resort | Klub                       | Trenér     |
| Ženy             | Věk | Disciplína      | 1/32                       | 1/16              | Čtvrtfinále       | Semifinále        | Finále            | CP  | Resort | Klub                       | Trenér     |
| Adéla Zemanová   | 24  | čtyřhra         | P (0–2) Betzová/ Hemmesová | —                 | —                 | —                 | —                 | n/a | —      | Tenis & Padel klub Písečná | Jakub Lenc |
| Anna Zemanová    | 24  | čtyřhra         | P (0–2) Betzová/ Hemmesová | —                 | —                 | —                 | —                 | n/a | —      | Tenis & Padel klub Písečná | Jakub Lenc |
| Muž + žena       | Věk | Disciplína      | Vyřazovací pavouk          | Vyřazovací pavouk | Vyřazovací pavouk | Vyřazovací pavouk | Vyřazovací pavouk | CP  | Resort | Klub                       | Trenér     |
| Muž + žena       | Věk | Disciplína      | 1/32                       | 1/16              | Čtvrtfinále       | Semifinále        | Finále            | CP  | Resort | Klub                       | Trenér     |
| —                | —   | smíšená čtyřhra | —                          | —                 | —                 | —                 | —                 | —   | —      | —                          | —          |
| —                | —   | smíšená čtyřhra | —                          | —                 | —                 | —                 | —                 | —   | —      | —                          | —          |

- Šéftrenér repr.: Lubomír Ježek

### Stolní tenis
- datum: 23. června – 1. července 2023
- místo: Hutnik Arena, Krakov
- typ soutěže: jednotlivci a dvojice
- účast: 6 závodníků, do závodu přímo zasáhlo 5 závodníků
- medaile:
  - zlato: 0
  - stříbro: 0
  - bronz: 0

| Muži                | Věk | Disciplína      | Vyřazovací pavouk | Vyřazovací pavouk       | Vyřazovací pavouk             | Vyřazovací pavouk   | Vyřazovací pavouk | Vyřazovací pavouk | CP  | Resort     | Klub                         | Trenér           |
| Muži                | Věk | Disciplína      | 1/64              | 1/32                    | 1/16                          | Čtvrtfinále         | Semifinále        | Finále            | CP  | Resort     | Klub                         | Trenér           |
| ------------------- | --- | --------------- | ----------------- | ----------------------- | ----------------------------- | ------------------- | ----------------- | ----------------- | --- | ---------- | ---------------------------- | ---------------- |
| Lubomír Jančařík    | 36  | dvouhra         | volný los         | V (4–1) A. Putuntica    | P (1–4) J. Groth              | —                   | —                 | —                 | n/a | Olymp CSMV | Jura Morez Tennis de Table   | Pavel Krpec      |
| Tomáš Polanský      | 25  | dvouhra         | volný los         | P (1–4) J. Šmudenko     | —                             | —                   | —                 | —                 | n/a | Olymp CSMV | 1. FC Saarbrücken            | Wang Č'          |
| —                   | —   | družstva        | —                 | —                       | —                             | —                   | —                 | —                 | —   | —          | —                            | —                |
| —                   | —   | družstva        | —                 | —                       | —                             | —                   | —                 | —                 | —   | —          | —                            | —                |
| —                   | —   | družstva        | —                 | —                       | —                             | —                   | —                 | —                 | —   | —          | —                            | —                |
| —                   | —   | družstva        | —                 | —                       | —                             | —                   | —                 | —                 | —   | —          | —                            | —                |
| Ženy                | Věk | Disciplína      | Vyřazovací pavouk | Vyřazovací pavouk       | Vyřazovací pavouk             | Vyřazovací pavouk   | Vyřazovací pavouk | Vyřazovací pavouk | CP  | Resort     | Klub                         | Trenér           |
| Ženy                | Věk | Disciplína      | 1/64              | 1/32                    | 1/16                          | Čtvrtfinále         | Semifinále        | Finále            | CP  | Resort     | Klub                         | Trenér           |
| Zdena Blašková      | 22  | dvouhra         | volný los         | V (4–3) S. Altınkayaová | P (0–4) E. Samaraová          | —                   | —                 | —                 | n/a | —          | SK Dobré                     | Renáta Štrbíková |
| Hana Matelová       | 33  | dvouhra         | volný los         | volný los               | V (4–3) H. Arapovićová        | P (2–4) B. Szőcsová | —                 | —                 | n/a | Olymp CSMV | ASRTT Étival-Raon            | Renáta Štrbíková |
| Zdena Blašková      | 22  | družstva        | —                 | —                       | P (1–3) Maďarsko              | —                   | —                 | —                 | n/a | —          | SK Dobré                     | Renáta Štrbíková |
| Hana Matelová       | 33  | družstva        | —                 | —                       | P (1–3) Maďarsko              | —                   | —                 | —                 | n/a | Olymp CSMV | ASRTT Étival-Raon            | Renáta Štrbíková |
| Kateřina Tomanovská | 28  | družstva        | —                 | —                       | P (1–3) Maďarsko              | —                   | —                 | —                 | n/a | —          | TTG Bingen/Münster-Sarmsheim | Renáta Štrbíková |
| Helena Sommerová    | 18  | družstva        | —                 | —                       | —                             | —                   | —                 | —                 | n/a | —          | El Niňo Praha                | Tomáš Vrňák      |
| Muž + žena          | Věk | Disciplína      | Vyřazovací pavouk | Vyřazovací pavouk       | Vyřazovací pavouk             | Vyřazovací pavouk   | Vyřazovací pavouk | Vyřazovací pavouk | CP  | Resort     | Klub                         | Trenér           |
| Muž + žena          | Věk | Disciplína      | 1/64              | 1/32                    | 1/16                          | Čtvrtfinále         | Semifinále        | Finále            | CP  | Resort     | Klub                         | Trenér           |
| Tomáš Polanský      | 25  | smíšená čtyřhra | —                 | —                       | P (2–3) Levajac/ Lupuleskuová | —                   | —                 | —                 | n/a | Olymp CSMV | 1. FC Saarbrücken            | Wang Č'          |
| Hana Matelová       | 33  | smíšená čtyřhra | —                 | —                       | P (2–3) Levajac/ Lupuleskuová | —                   | —                 | —                 | n/a | Olymp CSMV | ASRTT Étival-Raon            | Renáta Štrbíková |

- Šéftrenér repr. mužů: Josef Plachý
- Šéftrenér repr. žen: Sü Kchaj

## Sportovní lezení
- datum: 22.–25. června 2023
- místo: Areál Tarnówské univerzity, Tarnów
- typ soutěže: individuální
- účast: 5 závodníků
- medaile:
  - zlato: 0
  - stříbro: 0
  - bronz: 1 – Tereza Širůčková (Lezení na obtížnost)

- Lezení na rychlost:

| Muži     | Věk | Disciplína | Kvalifikace | Kvalifikace | Kvalifikace | Kvalifikace | Kvalifikace              | Čtvrtfinále | Semifinále | Finále | CP  | Resort | Klub          | Trenér           |
| Muži     | Věk | Disciplína | stěna A     | stěna B     | MIN         | poř.        | eliminace                | Čtvrtfinále | Semifinále | Finále | CP  | Resort | Klub          | Trenér           |
| -------- | --- | ---------- | ----------- | ----------- | ----------- | ----------- | ------------------------ | ----------- | ---------- | ------ | --- | ------ | ------------- | ---------------- |
| Jan Kříž | 27  | rychlost   | 5,973       | 5,957       | 5,957       | 8.          | P (6,993–5,919) L. Knapp | —           | —          | —      | 11. | —      | LANO TOP TEAM | Tomáš Binter st. |
| Ženy     | Věk | Disciplína | Kvalifikace | Kvalifikace | Kvalifikace | Kvalifikace | Kvalifikace              | Čtvrtfinále | Semifinále | Finále | CP  | Resort | Klub          | Trenér           |
| Ženy     | Věk | Disciplína | stěna A     | stěna B     | MIN         | poř.        | eliminace                | Čtvrtfinále | Semifinále | Finále | CP  | Resort | Klub          | Trenér           |
| —        | —   | rychlost   | —           | —           | —           | —           | —                        | —           | —          | —      | —   | —      | —             | —                |

- Lezení na obtížnost:

| Muži             | Věk | Disciplína | Kvalifikace | Kvalifikace | Finále | Finále | Finále | CP               | Resort | Klub                     | Trenér      |
| Muži             | Věk | Disciplína | výkon       | poř.        | výkon  | čas    | poř.   | CP               | Resort | Klub                     | Trenér      |
| ---------------- | --- | ---------- | ----------- | ----------- | ------ | ------ | ------ | ---------------- | ------ | ------------------------ | ----------- |
| Šimon Potůček    | 22  | obtížnost  | 31+         | 13.         | —      | —      | —      | 13.              | UNIS   | LC Vertikon-Singing Rock | Tomáš Sycha |
| Ženy             | Věk | Disciplína | Kvalifikace | Kvalifikace | Finále | Finále | Finále | CP               | Resort | Klub                     | Trenér      |
| Ženy             | Věk | Disciplína | výkon       | poř.        | výkon  | čas    | poř.   | CP               | Resort | Klub                     | Trenér      |
| Tereza Širůčková | 20  | obtížnost  | 43+         | ÷8.         | 39     | 5:34   | 3.     | Bronzová medaile | UNIS   | HO Lokomotiva Brno       | Jan Šálek   |

- Bouldering:

| Muži           | Věk | Disciplína | Kvalifikace | Kvalifikace | Kvalifikace | Kvalifikace | Kvalifikace | Kvalifikace | Finále | Finále | Finále | Finále | Finále  | Finále | CP   | Resort | Klub                     | Trenér         |
| Muži           | Věk | Disciplína | BD 1        | BD 2        | BD 3        | BD 4        | klasif.     | poř.        | BD 1   | BD 2   | BD 3   | BD 4   | klasif. | poř.   | CP   | Resort | Klub                     | Trenér         |
| -------------- | --- | ---------- | ----------- | ----------- | ----------- | ----------- | ----------- | ----------- | ------ | ------ | ------ | ------ | ------- | ------ | ---- | ------ | ------------------------ | -------------- |
| Štěpán Potůček | 22  | bouldering | z1          | —           | —           | —           | 0T1z        | ÷13.        | —      | —      | —      | —      | —       | —      | ÷13. | UNIS   | LC Vertikon-Singing Rock | Tomáš Sycha    |
| Ženy           | Věk | Disciplína | Kvalifikace | Kvalifikace | Kvalifikace | Kvalifikace | Kvalifikace | Kvalifikace | Finále | Finále | Finále | Finále | Finále  | Finále | CP   | Resort | Klub                     | Trenér         |
| Ženy           | Věk | Disciplína | BD 1        | BD 2        | BD 3        | BD 4        | klasif.     | poř.        | BD 1   | BD 2   | BD 3   | BD 4   | klasif. | poř.   | CP   | Resort | Klub                     | Trenér         |
| Ema Galeová    | 21  | bouldering | —           | —           | —           | —           | 0T0z        | 15.         | —      | —      | —      | —      | —       | —      | ÷15. | —      | HO Sokol Brno 1          | Silvie Rajfová |

- Šéftrenér repr.: Silvie Rajfová

## Střelecké sporty

### Lukostřelba
- datum: 23.–29. června 2023
- místo: Arena Płaszowianka, Krakov
- typ soutěže: individuální a družstva
- účast: 2 závodníci
- medaile:
  - zlato: 0
  - stříbro: 0
  - bronz: 0

| Muži            | Věk | Disciplína                | Vyřazovací pavouk | Vyřazovací pavouk    | Vyřazovací pavouk   | Vyřazovací pavouk     | Vyřazovací pavouk | Vyřazovací pavouk | CP  | Resort       | Klub        | Trenér         |
| Muži            | Věk | Disciplína                | 1/64              | 1/32                 | 1/16                | čtvrtfinále           | semifinále        | finále            | CP  | Resort       | Klub        | Trenér         |
| --------------- | --- | ------------------------- | ----------------- | -------------------- | ------------------- | --------------------- | ----------------- | ----------------- | --- | ------------ | ----------- | -------------- |
| Adam Li         | 26  | reflexní luk              | V (6-5) M. Timpu  | P (0-6) B. Addis     | —                   | —                     | —                 | —                 | n/a | UNIS         | UP Olomouc  | Tomáš Valenta  |
| —               | —   | reflexní luk družstva     | —                 | —                    | —                   | —                     | —                 | —                 | —   | —            | —           | —              |
| —               | —   | reflexní luk družstva     | —                 | —                    | —                   | —                     | —                 | —                 | —   | —            | —           | —              |
| —               | —   | reflexní luk družstva     | —                 | —                    | —                   | —                     | —                 | —                 | —   | —            | —           | —              |
| —               | —   | kladkový luk              | —                 | —                    | —                   | —                     | —                 | —                 | —   | —            | —           | —              |
| Ženy            | Věk | Disciplína                | Vyřazovací pavouk | Vyřazovací pavouk    | Vyřazovací pavouk   | Vyřazovací pavouk     | Vyřazovací pavouk | Vyřazovací pavouk | CP  | Resort       | Klub        | Trenér         |
| Ženy            | Věk | Disciplína                | 1/64              | 1/32                 | 1/16                | čtvrtfinále           | semifinále        | finále            | CP  | Resort       | Klub        | Trenér         |
| Marie Horáčková | 26  | reflexní luk              | volný los         | V (7-3) E. Petrisová | V (6-0) L. Boariová | P (4-6) E. Canalesová | —                 | —                 | 5.  | VICTORIA VSC | Arcus Plzeň | Zdeněk Horáček |
| —               | —   | reflexní luk družstva     | —                 | —                    | —                   | —                     | —                 | —                 | —   | —            | —           | —              |
| —               | —   | reflexní luk družstva     | —                 | —                    | —                   | —                     | —                 | —                 | —   | —            | —           | —              |
| —               | —   | reflexní luk družstva     | —                 | —                    | —                   | —                     | —                 | —                 | —   | —            | —           | —              |
| —               | —   | kladkový luk              | —                 | —                    | —                   | —                     | —                 | —                 | —   | —            | —           | —              |
| Muži + ženy     | Věk | Disciplína                | Vyřazovací pavouk | Vyřazovací pavouk    | Vyřazovací pavouk   | Vyřazovací pavouk     | Vyřazovací pavouk | Vyřazovací pavouk | CP  | Resort       | Klub        | Trenér         |
| Muži + ženy     | Věk | Disciplína                | 1/64              | 1/32                 | 1/16                | čtvrtfinále           | semifinále        | finále            | CP  | Resort       | Klub        | Trenér         |
| Adam Li         | 26  | reflexní luk družstva mix | —                 | V (6-0) Finsko       | P (2-6) Nizozemsko  | —                     | —                 | —                 | ÷9. | UNIS         | UP Olomouc  | Tomáš Valenta  |
| Marie Horáčková | 26  | reflexní luk družstva mix | —                 | V (6-0) Finsko       | P (2-6) Nizozemsko  | —                     | —                 | —                 | ÷9. | VICTORIA VSC | Arcus Plzeň | Zdeněk Horáček |
| —               | —   | kladkový luk družstva mix | —                 | —                    | —                   | —                     | —                 | —                 | —   | —            | —           | —              |
| —               | —   | kladkový luk družstva mix | —                 | —                    | —                   | —                     | —                 | —                 | —   | —            | —           | —              |

- Šéftrenér repr.: Zdeněk Horáček

### Sportovní střelba
- datum: 22. června – 2. července 2023
- místo: Strzelnica Sportowa, Vratislav
- typ soutěže: individuální + družstva
- účast: 24 závodníků
- medaile:
  - zlato: 0
  - stříbro: 5 – Jiří Přívratský (50 m lib. malorážka 3×40 ran), Vladimír Štěpán (trap), družstvo – 25 m rychlopalná pistole (Martin Podhráský, Matěj Rampula, Martin Strnad), družstvo – 50 m lib. malorážka 3×40 ran (Petr Nymburský ml., Jiří Přívratský, František Smetana), smíšené dvojice — 25 m rychlopalná pistole (Alžběta Dědová, Matěj Rampula)
  - bronz: 3 – Martin Podhráský (25 m rychlopalná pistole), Jiří Přívratský (10 m vzduchová puška), družstvo – skeet (Martina Skalická, Anna Šindelářová, Barbora Šumová)

| Muži                 | Věk | Disciplína                                   | Kvalifikace | Kvalifikace | Mezifinále | Mezifinále | Mezifinále | Souboj o medaile    | CP               | Resort     | Klub                    | Trenér              |
| Muži                 | Věk | Disciplína                                   | výkon       | poř.        | výkon      | výkon      | poř.       | Souboj o medaile    | CP               | Resort     | Klub                    | Trenér              |
| -------------------- | --- | -------------------------------------------- | ----------- | ----------- | ---------- | ---------- | ---------- | ------------------- | ---------------- | ---------- | ----------------------- | ------------------- |
| Jindřich Dubový      | 30  | 10 m vzduchová pistole                       | 575         | 20.         | —          | —          | —          | —                   | 20.              | ASC Dukla  | ASO Dukla Plzeň         | Pavel Šafránek      |
| Pavel Schejbal       | 23  | 10 m vzduchová pistole                       | 573         | 24.         | —          | —          | —          | —                   | 24.              | Olymp CSMV | SKP Rapid Plzeň         | Martin Strnad       |
| Martin Podhráský     | 40  | 25 m rychlopalná pistole                     | 580         | 8.          | B:         | 13         | 2.         | 18                  | Bronzová medaile | Olymp CSMV | SKP Rapid Plzeň         | Martin Tenk         |
| Matěj Rampula        | 23  | 25 m rychlopalná pistole                     | 586         | 2.          | B:         | 10         | 3.         | —                   | ÷5.              | ASC Dukla  | ASO Dukla Plzeň         | Pavel Šafránek      |
| Jiří Přívratský      | 22  | 10 m vzduchová puška                         | 631,0       | 1.          | 260,6      | 260,6      | 3.         | —                   | Bronzová medaile | Olymp CSMV | SKP Rapid Plzeň         | Milan Bakeš         |
| František Smetana    | 26  | 10 m vzduchová puška                         | 627,7       | 18.         | —          | —          | —          | —                   | 18.              | ASC Dukla  | ASO Dukla Plzeň         | Matthew Emmons      |
| Jiří Přívratský      | 22  | 50 m lib. malorážka 3×40 ran                 | 591         | 6.          | 409,6      | 409,6      | 1.         | P (10–16) Z. Pekler | Stříbrná medaile | Olymp CSMV | SKP Rapid Plzeň         | Milan Bakeš         |
| Petr Nymburský ml.   | 28  | 50 m lib. malorážka 3×40 ran                 | 587         | 12.         | —          | —          | —          | —                   | 12.              | ASC Dukla  | ASO Dukla Plzeň         | Petr Nymburský st.  |
| Jindřich Dubový      | 30  | 10 m vzduchová pistole družstva              | 864         | 4.          | 569        | 569        | 5.         | —                   | 5.               | ASC Dukla  | ASO Dukla Plzeň         | Pavel Šafránek      |
| Matěj Rampula        | 23  | 10 m vzduchová pistole družstva              | 864         | 4.          | 569        | 569        | 5.         | —                   | 5.               | ASC Dukla  | ASO Dukla Plzeň         | Pavel Šafránek      |
| Pavel Schejbal       | 23  | 10 m vzduchová pistole družstva              | 864         | 4.          | 569        | 569        | 5.         | —                   | 5.               | Olymp CSMV | SKP Rapid Plzeň         | Martin Strnad       |
| Martin Podhráský     | 40  | 25 m rychlopalná pistole družstva            | 865         | 2.          | 568        | 568        | 2.         | P (2–16) Francie    | Stříbrná medaile | Olymp CSMV | SKP Rapid Plzeň         | Martin Tenk         |
| Matěj Rampula        | 23  | 25 m rychlopalná pistole družstva            | 865         | 2.          | 568        | 568        | 2.         | P (2–16) Francie    | Stříbrná medaile | ASC Dukla  | ASO Dukla Plzeň         | Pavel Šafránek      |
| Martin Strnad        | 49  | 25 m rychlopalná pistole družstva            | 865         | 2.          | 568        | 568        | 2.         | P (2–16) Francie    | Stříbrná medaile | Olymp CSMV | SKP Rapid Plzeň         | —                   |
| Petr Nymburský ml.   | 28  | 10 m vzduchová puška družstva                | 943,3       | 4.          | 622,7      | 622,7      | 8.         | —                   | 8.               | ASC Dukla  | ASO Dukla Plzeň         | Petr Nymburský st.  |
| Jiří Přívratský      | 22  | 10 m vzduchová puška družstva                | 943,3       | 4.          | 622,7      | 622,7      | 8.         | —                   | 8.               | Olymp CSMV | SKP Rapid Plzeň         | Milan Bakeš         |
| František Smetana    | 26  | 10 m vzduchová puška družstva                | 943,3       | 4.          | 622,7      | 622,7      | 8.         | —                   | 8.               | ASC Dukla  | ASO Dukla Plzeň         | Matthew Emmons      |
| Petr Nymburský ml.   | 28  | 50 m lib. malorážka 3×40 ran družstva        | 1328        | 1.          | 881        | 881        | 1.         | P (9–17) Maďarsko   | Stříbrná medaile | ASC Dukla  | ASO Dukla Plzeň         | Petr Nymburský st.  |
| Jiří Přívratský      | 22  | 50 m lib. malorážka 3×40 ran družstva        | 1328        | 1.          | 881        | 881        | 1.         | P (9–17) Maďarsko   | Stříbrná medaile | Olymp CSMV | SKP Rapid Plzeň         | Milan Bakeš         |
| František Smetana    | 26  | 50 m lib. malorážka 3×40 ran družstva        | 1328        | 1.          | 881        | 881        | 1.         | P (9–17) Maďarsko   | Stříbrná medaile | ASC Dukla  | ASO Dukla Plzeň         | Matthew Emmons      |
| Muži                 | Věk | Disciplína                                   | Kvalifikace | Kvalifikace | Mezifinále | Mezifinále | Mezifinále | Souboj o medaile    | CP               | Resort     | Klub                    | Trenér              |
| Muži                 | Věk | Disciplína                                   | výkon       | poř.        | výkon      | výkon      | poř.       | Souboj o medaile    | CP               | Resort     | Klub                    | Trenér              |
| Anna Miřejovská      | 16  | 10 m vzduchová pistole                       | 574         | 10.         | —          | —          | —          | —                   | 10.              | —          | SKP Hvězda Karlovy Vary | Pavel Kužvart       |
| Veronika Schejbalová | 23  | 10 m vzduchová pistole                       | 572         | 13.         | —          | —          | —          | —                   | 13.              | Olymp CSMV | SKP Rapid Plzeň         | Martin Strnad       |
| Alžběta Dědová       | 21  | 25 m sportovní pistole                       | 573         | 20.         | —          | —          | —          | —                   | 20.              | UNIS       | SSK Benešov             | Břetislav Putna     |
| Veronika Schejbalová | 23  | 25 m sportovní pistole                       | 572         | 21.         | —          | —          | —          | —                   | 21.              | Olymp CSMV | SKP Rapid Plzeň         | Martin Strnad       |
| Aneta Brabcová       | 31  | 10 m vzduchová puška                         | 627,2       | 15.         | —          | —          | —          | —                   | 15.              | Olymp CSMV | SKP Rapid Plzeň         | Milan Bakeš         |
| Lucie Brázdová       | 28  | 10 m vzduchová puška                         | 614,1       | 36.         | —          | —          | —          | —                   | 36.              | Olymp CSMV | SKP Rapid Plzeň         | Petr Baroch         |
| Veronika Blažíčková  | 20  | 50 m lib. malorážka 3×40 ran                 | 584         | 13.         | —          | —          | —          | —                   | 13.              | ASC Dukla  | ASO Dukla Plzeň         | Kateřina Kolaříková |
| Aneta Brabcová       | 31  | 50 m lib. malorážka 3×40 ran                 | 582         | 17.         | —          | —          | —          | —                   | 17.              | Olymp CSMV | SKP Rapid Plzeň         | Milan Bakeš         |
| Anna Miřejovská      | 16  | 10 m vzduchová pistole družstva              | 844         | 8.          | 563        | 563        | 6.         | —                   | 6.               | —          | SKP Hvězda Karlovy Vary | Pavel Kužvart       |
| Veronika Schejbalová | 23  | 10 m vzduchová pistole družstva              | 844         | 8.          | 563        | 563        | 6.         | —                   | 6.               | Olymp CSMV | SKP Rapid Plzeň         | Martin Strnad       |
| Alžběta Dědová       | 21  | 10 m vzduchová pistole družstva              | 844         | 8.          | 563        | 563        | 6.         | —                   | 6.               | UNIS       | SSK Benešov             | Břetislav Putna     |
| Anna Miřejovská      | 16  | 25 m sportovní pistole družstva              | 866         | 4.          | 425        | 425        | 7.         | —                   | 7.               | —          | SKP Hvězda Karlovy Vary | Pavel Kužvart       |
| Veronika Schejbalová | 23  | 25 m sportovní pistole družstva              | 866         | 4.          | 425        | 425        | 7.         | —                   | 7.               | Olymp CSMV | SKP Rapid Plzeň         | Martin Strnad       |
| Alžběta Dědová       | 21  | 25 m sportovní pistole družstva              | 866         | 4.          | 425        | 425        | 7.         | —                   | 7.               | UNIS       | SSK Benešov             | Břetislav Putna     |
| Veronika Blažíčková  | 20  | 10 m vzduchová puška družstva                | 934,3       | 9.          | —          | —          | —          | —                   | 9.               | ASC Dukla  | ASO Dukla Plzeň         | Kateřina Kolaříková |
| Aneta Brabcová       | 31  | 10 m vzduchová puška družstva                | 934,3       | 9.          | —          | —          | —          | —                   | 9.               | Olymp CSMV | SKP Rapid Plzeň         | Milan Bakeš         |
| Lucie Brázdová       | 28  | 10 m vzduchová puška družstva                | 934,3       | 9.          | —          | —          | —          | —                   | 9.               | Olymp CSMV | SKP Rapid Plzeň         | Petr Baroch         |
| Veronika Blažíčková  | 20  | 50 m sport. malorážka 3×20 ran družstva      | 1311        | 5.          | 870        | 870        | 7.         | —                   | 7.               | ASC Dukla  | ASO Dukla Plzeň         | Kateřina Kolaříková |
| Aneta Brabcová       | 31  | 50 m sport. malorážka 3×20 ran družstva      | 1311        | 5.          | 870        | 870        | 7.         | —                   | 7.               | Olymp CSMV | SKP Rapid Plzeň         | Milan Bakeš         |
| Lucie Brázdová       | 28  | 50 m sport. malorážka 3×20 ran družstva      | 1311        | 5.          | 870        | 870        | 7.         | —                   | 7.               | Olymp CSMV | SKP Rapid Plzeň         | Petr Baroch         |
| Muži + ženy          | Věk | Disciplína                                   | Kvalifikace | Kvalifikace | Mezifinále | Mezifinále | Mezifinále | Souboj o medaile    | CP               | Resort     | Klub                    | Trenér              |
| Muži + ženy          | Věk | Disciplína                                   | výkon       | poř.        | výkon      | výkon      | poř.       | Souboj o medaile    | CP               | Resort     | Klub                    | Trenér              |
| Anna Miřejovská      | 16  | 10 m vzduchová pistole smíšené dvojice       | 576         | 6.          | —          | —          | —          | —                   | 6.               | —          | SKP Hvězda Karlovy Vary | Pavel Kužvart       |
| Pavel Schejbal       | 23  | 10 m vzduchová pistole smíšené dvojice       | 576         | 6.          | —          | —          | —          | —                   | 6.               | Olymp CSMV | SKP Rapid Plzeň         | Martin Strnad       |
| Jindřich Dubový      | 30  | 10 m vzduchová pistole smíšené dvojice       | 573         | 11.         | —          | —          | —          | —                   | 11.              | ASC Dukla  | ASO Dukla Plzeň         | Pavel Šafránek      |
| Veronika Schejbalová | 23  | 10 m vzduchová pistole smíšené dvojice       | 573         | 11.         | —          | —          | —          | —                   | 11.              | Olymp CSMV | SKP Rapid Plzeň         | Martin Strnad       |
| Alžběta Dědová       | 21  | 25 m rychlopalná pistole smíšené dvojice     | 563         | 3.          | 374        | 374        | 2.         | P (6–16) Ukrajina   | Stříbrná medaile | UNIS       | SSK Benešov             | Břetislav Putna     |
| Matěj Rampula        | 23  | 25 m rychlopalná pistole smíšené dvojice     | 563         | 3.          | 374        | 374        | 2.         | P (6–16) Ukrajina   | Stříbrná medaile | ASC Dukla  | ASO Dukla Plzeň         | Pavel Šafránek      |
| Aneta Brabcová       | 31  | 10 m vzduchová puška smíšené dvojice         | 628,6       | 4.          | —          | —          | —          | P (8–16) Itálie     | 4.               | Olymp CSMV | SKP Rapid Plzeň         | Milan Bakeš         |
| František Smetana    | 26  | 10 m vzduchová puška smíšené dvojice         | 628,6       | 4.          | —          | —          | —          | P (8–16) Itálie     | 4.               | ASC Dukla  | ASO Dukla Plzeň         | Matthew Emmons      |
| Lucie Brázdová       | 28  | 10 m vzduchová puška smíšené dvojice         | 628,1       | 6.          | —          | —          | —          | —                   | 6.               | Olymp CSMV | SKP Rapid Plzeň         | Petr Baroch         |
| Jiří Přívratský      | 22  | 10 m vzduchová puška smíšené dvojice         | 628,1       | 6.          | —          | —          | —          | —                   | 6.               | Olymp CSMV | SKP Rapid Plzeň         | Milan Bakeš         |
| Aneta Brabcová       | 31  | 50 m lib. malorážka 3×40 ran smíšené dvojice | 876         | 9.          | —          | —          | —          | —                   | 9.               | Olymp CSMV | SKP Rapid Plzeň         | Milan Bakeš         |
| Jiří Přívratský      | 22  | 50 m lib. malorážka 3×40 ran smíšené dvojice | 876         | 9.          | —          | —          | —          | —                   | 9.               | Olymp CSMV | SKP Rapid Plzeň         | Milan Bakeš         |
| Veronika Blažíčková  | 20  | 50 m lib. malorážka 3×40 ran smíšené dvojice | 855         | 26.         | —          | —          | —          | —                   | 26.              | ASC Dukla  | ASO Dukla Plzeň         | Kateřina Kolaříková |
| Petr Nymburský ml.   | 28  | 50 m lib. malorážka 3×40 ran smíšené dvojice | 855         | 26.         | —          | —          | —          | —                   | 26.              | ASC Dukla  | ASO Dukla Plzeň         | Petr Nymburský st.  |

- Šéftrenér reprezentace kulové střelby: Lucie Veverková
- Trenéři reprezentace kulové střelby: Luboš Opelka (puška), Martin Tenk (pistole)

| Muži             | Věk | Disciplína            | Kvalifikace | Kvalifikace | Mezifinále | Mezifinále | Mezifinále | Souboj o medaile    | CP               | Resort     | Klub                     | Trenér            |
| Muži             | Věk | Disciplína            | výkon       | poř.        | výkon      | výkon      | poř.       | Souboj o medaile    | CP               | Resort     | Klub                     | Trenér            |
| ---------------- | --- | --------------------- | ----------- | ----------- | ---------- | ---------- | ---------- | ------------------- | ---------------- | ---------- | ------------------------ | ----------------- |
| Tomáš Nýdrle     | 35  | skeet                 | 124         | 1.          | A:         | 18         | 4.         | —                   | ÷7.              | ASC Dukla  | ASO Dukla Hradec Králové | Jan Sychra        |
| Jakub Tomeček    | 32  | skeet                 | 121         | 17.         | —          | —          | —          | —                   | 17.              | Olymp CSMV | SKP Kometa Brno          | Břetislav Doleček |
| Vladimír Štěpán  | 28  | trap                  | 122         | 5.          | A:         | 22         | 1.         | 31                  | Stříbrná medaile | Olymp CSMV | SKP Kometa Brno          | Radomír Zaoral    |
| David Kostelecký | 48  | trap                  | 118         | 23.         | —          | —          | —          | —                   | 23.              | ASC Dukla  | ASO Dukla Hradec Králové | Kamil Ploc        |
| Tomáš Nýdrle     | 35  | skeet družstva        | 210         | 6.          | —          | —          | —          | —                   | 6.               | ASC Dukla  | ASO Dukla Hradec Králové | Jan Sychra        |
| Radek Prokop     | 24  | skeet družstva        | 210         | 6.          | —          | —          | —          | —                   | 6.               | ASC Dukla  | ASO Dukla Hradec Králové | Petr Luštický     |
| Jakub Tomeček    | 32  | skeet družstva        | 210         | 6.          | —          | —          | —          | —                   | 6.               | Olymp CSMV | SKP Kometa Brno          | Břetislav Doleček |
| David Kostelecký | 48  | trap družstva         | 213         | 7.          | —          | —          | —          | —                   | 7.               | ASC Dukla  | ASO Dukla Hradec Králové | Kamil Ploc        |
| Jiří Lipták      | 41  | trap družstva         | 213         | 7.          | —          | —          | —          | —                   | 7.               | Olymp CSMV | SKP Kometa Brno          | Radomír Zaoral    |
| Vladimír Štěpán  | 28  | trap družstva         | 213         | 7.          | —          | —          | —          | —                   | 7.               | Olymp CSMV | SKP Kometa Brno          | Radomír Zaoral    |
| Ženy             | Věk | Disciplína            | Kvalifikace | Kvalifikace | Mezifinále | Mezifinále | Mezifinále | Souboj o medaile    | CP               | Resort     | Klub                     | Trenér            |
| Ženy             | Věk | Disciplína            | výkon       | poř.        | výkon      | výkon      | poř.       | Souboj o medaile    | CP               | Resort     | Klub                     | Trenér            |
| Martina Skalická | 27  | skeet                 | 117         | 12.         | —          | —          | —          | —                   | 12.              | ASC Dukla  | ASO Dukla Hradec Králové | Petr Luštický     |
| Barbora Šumová   | 28  | skeet                 | 113         | 22.         | —          | —          | —          | —                   | 22.              | Olymp CSMV | SKP Kometa Brno          | Břetislav Doleček |
| Zina Hrdličková  | 20  | trap                  | 117         | 9.          | —          | —          | —          | —                   | 9.               | Olymp CSMV | SKP Kometa Brno          | Radomír Zaoral    |
| Martina Skalická | 27  | skeet družstva        | 203         | 3.          | —          | —          | —          | V (6–0) Ázerbájdžán | Bronzová medaile | ASC Dukla  | ASO Dukla Hradec Králové | Petr Luštický     |
| Anna Šindelářová | 25  | skeet družstva        | 203         | 3.          | —          | —          | —          | V (6–0) Ázerbájdžán | Bronzová medaile | Olymp CSMV | SKP Kometa Brno          | Břetislav Doleček |
| Barbora Šumová   | 28  | skeet družstva        | 203         | 3.          | —          | —          | —          | V (6–0) Ázerbájdžán | Bronzová medaile | Olymp CSMV | SKP Kometa Brno          | Břetislav Doleček |
| —                | —   | trap družstva         | —           | —           | —          | —          | —          | —                   | —                | —          | —                        | —                 |
| —                | —   | trap družstva         | —           | —           | —          | —          | —          | —                   | —                | —          | —                        | —                 |
| —                | —   | trap družstva         | —           | —           | —          | —          | —          | —                   | —                | —          | —                        | —                 |
| Muži + ženy      | Věk | Disciplína            | Kvalifikace | Kvalifikace | Mezifinále | Mezifinále | Mezifinále | Souboj o medaile    | CP               | Resort     | Klub                     | Trenér            |
| Muži + ženy      | Věk | Disciplína            | výkon       | poř.        | výkon      | výkon      | poř.       | Souboj o medaile    | CP               | Resort     | Klub                     | Trenér            |
| Barbora Šumová   | 28  | skeet smíšené dvojice | 142         | 12.         | —          | —          | —          | —                   | 12.              | Olymp CSMV | SKP Kometa Brno          | Břetislav Doleček |
| Jakub Tomeček    | 32  | skeet smíšené dvojice | 142         | 12.         | —          | —          | —          | —                   | 12.              | Olymp CSMV | SKP Kometa Brno          | Břetislav Doleček |
| Tomáš Nýdrle     | 35  | sket smíšené dvojice  | 141         | 15.         | —          | —          | —          | —                   | 15.              | ASC Dukla  | ASO Dukla Hradec Králové | Jan Sychra        |
| Martina Skalická | 27  | sket smíšené dvojice  | 141         | 15.         | —          | —          | —          | —                   | 15.              | ASC Dukla  | ASO Dukla Hradec Králové | Petr Luštický     |
| Zina Hrdličková  | 20  | trap smíšené dvojice  | 137         | 18.         | —          | —          | —          | —                   | 18.              | Olymp CSMV | SKP Kometa Brno          | Radomír Zaoral    |
| David Kostelecký | 48  | trap smíšené dvojice  | 137         | 18.         | —          | —          | —          | —                   | 18.              | ASC Dukla  | ASO Dukla Hradec Králové | Kamil Ploc        |

- Šéftrenér reprezentace brokové střelby: Martin Havlík
- Trenéři reprezentace brokové střelby: Petr Zvolánek (skeet), Petr Hrdlička (trap)

## Taneční sporty

### Breakdance
- datum: 26.–27. června 2023
- místo: Strzelecki Park, Nowy Sącz
- typ soutěže: individuální
- účast: bez české účasti

## Triatlon
- datum: 27. června – 1. července 2023
- místo: Zalew Nowohucki, Krakov
- typ soutěže: individuální a štafety
- účast: 6 závodníků
- medaile:
  - zlato: 0
  - stříbro: 0
  - bronz: 0

| Muži               | Věk | Disciplína      | Plavání | Plavání | Cyklistika | Cyklistika | Běh     | Běh     | CP  | Resort       | Stáj                  | Trenér        |
| Muži               | Věk | Disciplína      | výkon   | poř.    | výkon      | poř.       | výkon   | odstup  | CP  | Resort       | Stáj                  | Trenér        |
| ------------------ | --- | --------------- | ------- | ------- | ---------- | ---------- | ------- | ------- | --- | ------------ | --------------------- | ------------- |
| Tomáš Zikmund      | 24  | hrom. závod     | 20:00   | 40.     | 1:16:42    | 33.        | 1:50:40 | +3:50   | 35. | VICTORIA VSC | Here To Win team      | Zbyšek Zeman  |
| Jan Volár          | 31  | hrom. závod     | 20:03   | 41.     | 1:17:19    | 39.        | 1:51:10 | +4:20   | 39. | VICTORIA VSC | Etriatlon Team        | ?             |
| Tomáš Kříž         | 23  | hrom. závod     | 19:48   | 31.     | 1:16:33    | 27.        | 1:52:02 | +5:12   | 42. | VICTORIA VSC | Titan sport club      | Jan Čelůstka  |
| Ženy               | Věk | Disciplína      | Plavání | Plavání | Cyklistika | Cyklistika | Běh     | Běh     | CP  | Resort       | Stáj                  | Trenér        |
| Ženy               | Věk | Disciplína      | výkon   | poř.    | výkon      | poř.       | výkon   | odstup  | CP  | Resort       | Stáj                  | Trenér        |
| Petra Kuříková     | 32  | hrom. závod     | 21:41   | 28.     | 1:25:49    | 25.        | 2:02:44 | +5:39   | 25. | VICTORIA VSC | TJ Bižuterie Jablonec | Nico Montavon |
| Tereza Zimovjanová | 28  | hrom. závod     | 21:56   | 37.     | 1:26:42    | 33.        | 2:04:13 | +7:08   | 33. | VICTORIA VSC | TAP Plzeň             | Daniel Noah   |
| Alžběta Hrušková   | 23  | hrom. závod     | 22:00   | 38.     | 1:26:46    | 38.        | 2:04:25 | +7:20   | 34. | VICTORIA VSC | Titan sport club      | Jan Čelůstka  |
| Muži + ženy        | Věk | Disciplína      | Plavání | Plavání | Cyklistika | Cyklistika | Běh     | Běh     | CP  | Resort       | Stáj                  | Trenér        |
| Muži + ženy        | Věk | Disciplína      | výkon   | výkon   | výkon      | výkon      | výkon   | výkon   | CP  | Resort       | Stáj                  | Trenér        |
| Tomáš Zikmund      | 24  | smíšená štafeta | 4:14    | 4:14    | 11:45      | 11:45      | 16:05   | 16:05   | 15. | VICTORIA VSC | TJ Bižuterie Jablonec | Nico Montavon |
| Alžběta Hrušková   | 23  | smíšená štafeta | 20:47   | 20:47   | 29:24      | 29:24      | 34:46   | 34:46   | 15. | VICTORIA VSC | Titan sport club      | Jan Čelůstka  |
| Tomáš Kříž         | 23  | smíšená štafeta | 39:07   | 39:07   | 47:13      | 47:13      | 51:57   | 51:57   | 15. | VICTORIA VSC | Titan sport club      | Jan Čelůstka  |
| Tereza Zimovjanová | 28  | smíšená štafeta | 56:50   | 56:50   | 1:05:18    | 1:05:18    | 1:11:12 | 1:11:12 | 15. | VICTORIA VSC | TAP Plzeň             | Daniel Noah   |

- Šéftrenér repr.: Jan Čelůstka
- Trenéři repr.: Jan Jakubíček

## Týmové sporty

### 3×3 Basketbal
- datum: 21.–24. června 2023
- místo: Tauron Arena, Krakov
- typ soutěže: týmy
- účast: 2 týmy (2×4 závodníci)
- medaile:
  - zlato: 0
  - stříbro: 0
  - bronz: 0

| Tým   | PH | Z | V | R | P | Skóre | Skupina              | Skupina            | Skupina           | čtvrtfinále       | semifinále | finále | CP | o 3. místo |
| Tým   | PH | Z | V | R | P | Skóre | 1. zápas             | 2. zápas           | 3. zápas          | čtvrtfinále       | semifinále | finále | CP | o 3. místo |
| ----- | -- | - | - | - | - | ----- | -------------------- | ------------------ | ----------------- | ----------------- | ---------- | ------ | -- | ---------- |
| Lvi   | 4  | 4 | 3 | 0 | 1 | 74–71 | V (21–16) Nizozemsko | V (19–16) Izrael   | V (21–17) Francie | P (13–22) Německo | —          | —      | ÷5 | —          |
| Lvice | 4  | 4 | 2 | 0 | 2 | 55–62 | V (21–15) Maďarsko   | V (18–12) Lotyšsko | P (9–14) Francie  | P (7–21) Litva    | —          | —      | ÷5 | —          |

| #  | Lvi                | Věk | Statistika | Statistika | Statistika | Statistika | Statistika | Statistika | Zápasy ve skupině | Zápasy ve skupině | Zápasy ve skupině | Zápasy ve skupině | Zápasy ve skupině | Zápasy ve skupině | Čtvrtfinále | Čtvrtfinále | CP | Resort       | Klub              | Trenér          |
| #  | Lvi                | Věk | Z          | MIN        | B          | 1B         | TH         | 2B         | NED               | NED               | ISR               | ISR               | FRA               | FRA               | GER         | GER         | CP | Resort       | Klub              | Trenér          |
| -- | ------------------ | --- | ---------- | ---------- | ---------- | ---------- | ---------- | ---------- | ----------------- | ----------------- | ----------------- | ----------------- | ----------------- | ----------------- | ----------- | ----------- | -- | ------------ | ----------------- | --------------- |
| 10 | Michal Svoboda     | 24  | 4          | 33:03      | 33         | 14         | 1          | 9          | 8:39              | 9                 | 7:42              | 9                 | 8:14              | 8                 | 8:26        | 7           | ÷5 | —            | NH Ostrava        | Adam Choleva    |
| 13 | Kevin Týml         | 22  | 4          | 25:05      | 18         | 8          | 6          | 2          | 7:50              | 4                 | 7:12              | 7                 | 5:55              | 5                 | 4:08        | 2           | ÷5 | —            | NH Ostrava        | Adam Choleva    |
| 19 | Matěj Snopek       | 23  | 4          | 29:09      | 11         | 6          | 1          | 2          | 5:30              | 5                 | 6:45              | 2                 | 7:35              | 3                 | 9:19        | 1           | ÷5 | VICTORIA VSC | NH Ostrava        | Adam Choleva    |
| 88 | Vojtěch Sýkora     | 22  | 4          | 32:51      | 11         | 5          | 2          | 2          | 8:07              | 3                 | 8:21              | 0                 | 8:16              | 5                 | 8:07        | 3           | ÷5 | VICTORIA VSC | Sokol Písek Sršni | Jan Čech        |
| #  | Lvice              | Věk | Statistika | Statistika | Statistika | Statistika | Statistika | Statistika | Zápasy ve skupině | Zápasy ve skupině | Zápasy ve skupině | Zápasy ve skupině | Zápasy ve skupině | Zápasy ve skupině | Čtvrtfinále | Čtvrtfinále | CP | Resort       | Klub              | Trenér          |
| #  | Lvice              | Věk | Z          | MIN        | B          | 1B         | TH         | 2B         | HUN               | HUN               | LAT               | LAT               | FRA               | FRA               | LTU         | LTU         | CP | Resort       | Klub              | Trenér          |
| 1  | Tereza Motyčáková  | 31  | 4          | 33:03      | 12         | 6          | 2          | 2          | 7:54              | 4                 | 7:24              | 3                 | 8:57              | 5                 | 8:48        | 0           | ÷5 | —            | SBŠ Ostrava       | Iveta Rašková   |
| 3  | Kateřina Galíčková | 23  | 4          | 33:33      | 22         | 9          | 1          | 6          | 8:16              | 9                 | 8:22              | 10                | 7:51              | 0                 | 9:04        | 3           | ÷5 | VICTORIA VSC | KP Brno           | Marcela Krämer  |
| 5  | Tereza Pogányová   | 22  | 4          | 25:06      | 3          | 1          | 2          | 0          | 5:08              | 2                 | 6:07              | 0                 | 6:24              | 0                 | 7:27        | 1           | ÷5 | —            | Žabiny Brno       | Petr Křivánek   |
| 12 | Alžběta Levínská   | 23  | 4          | 28:11      | 18         | 14         | 4          | 0          | 8:42              | 6                 | 8:00              | 5                 | 6:48              | 4                 | 4:41        | 3           | ÷5 | VICTORIA VSC | Hradecké lvice    | Romana Ptáčková |

- Trenéři reprezentace: Radek Šnábl, Ondřej Dygrýn, Martin Novák

### Plážový fotbal
- datum: 27. června – 1. července 2023
- místo: Tarnów Beach Arena, Tarnów
- typ soutěže: týmy
- účast: 1 tým (1×12 závodníků)
- medaile:
  - zlato: 0
  - stříbro: 0
  - bronz: 0

| Tým   | PH | Z | V | R | P | Skóre | Zápasy ve skupině | Zápasy ve skupině   | Zápasy ve skupině | semifinále | finále | CP | o 3. místo | o 5. místo     |
| Tým   | PH | Z | V | R | P | Skóre | 1. zápas          | 2. zápas            | poř.              | semifinále | finále | CP | o 3. místo | o 5. místo     |
| ----- | -- | - | - | - | - | ----- | ----------------- | ------------------- | ----------------- | ---------- | ------ | -- | ---------- | -------------- |
| Lvi   | 0  | — | — | — | — | —     | —                 | —                   | —                 | —          | —      | —  | —          | —              |
| Lvice | 12 | 3 | 0 | 0 | 3 | 4–13  | P (1–5) Polsko    | P (1–5) Portugalsko | 3.                | —          | —      | 5. | —          | P (2–3) Itálie |

| #  | Lvice                 | Věk | Statistika | Statistika | Statistika | Statistika | Statistika | Statistika | Statistika | Statistika | Statistika | Zápasy ve skupině | Zápasy ve skupině | Zápasy ve skupině | Zápasy ve skupině | o 5. místo | o 5. místo | CP | Resort | Klub                    | Trenér |
| #  | Lvice                 | Věk | P          | Z          | B          | BN         | BO         | S          | F          | ŽK         | ČK         | POL               | POL               | POR               | POR               | ITA        | ITA        | CP | Resort | Klub                    | Trenér |
| -- | --------------------- | --- | ---------- | ---------- | ---------- | ---------- | ---------- | ---------- | ---------- | ---------- | ---------- | ----------------- | ----------------- | ----------------- | ----------------- | ---------- | ---------- | -- | ------ | ----------------------- | ------ |
| 1  | Barbora Mikinová      | 20  | G          | 2          | 0          | 0          | 8          | 1          | 0          | 0          | 0          | ×                 | 0                 | n                 | 0                 | ×          | 0          | 5. | —      | BS Slavia Praha         | ?      |
| 2  | Veronika Pýchová      | 36  | M          | 3          | 1          | 0          | 0          | 4          | 0          | 0          | 0          | s                 | 1                 | ×                 | 0                 | s          | 0          | 5. | —      | BS Slavia Praha         | ?      |
| 3  | Karolína Dlouhá       | 27  | M          | 3          | 0          | 0          | 0          | 3          | 1          | 1          | 0          | s                 | 0                 | ×                 | 0                 | s          | 0          | 5. | —      | BS Praha                | ?      |
| 4  | Tereza Jurková        | 18  | W          | 3          | 0          | 0          | 0          | 0          | 0          | 0          | 0          | s                 | 0                 | s                 | 0                 | s          | 0          | 5. | —      | BS Slavia Praha         | ?      |
| 6  | Michaela Čulová       | 32  | M          | 3          | 0          | 0          | 0          | 9          | 7          | 1          | 0          | ×                 | 0                 | s                 | 0                 | ×          | 0          | 5. | —      | BS Slavia Praha         | ?      |
| 7  | Aneta Jungová         | 32  | M          | 3          | 0          | 0          | 0          | 4          | 0          | 0          | 0          | ×                 | 0                 | ×                 | 0                 | ×          | 0          | 5. | —      | BS Slavia Praha         | ?      |
| 8  | Martina Folprechtová  | 31  | W          | 3          | 1          | 0          | 0          | 4          | 2          | 1          | 0          | ×                 | 0                 | s                 | 1                 | ×          | 0          | 5. | —      | BS Bohemians Praha 1905 | ?      |
| 9  | Eliška Kremrová       | 21  | W          | 3          | 0          | 0          | 0          | 0          | 0          | 0          | 0          | s                 | 0                 | s                 | 0                 | s          | 0          | 5. | —      | BS Slavia Praha         | ?      |
| 13 | Lucie Hrušková        | 29  | M          | 3          | 1          | 0          | 0          | 3          | 0          | 0          | 0          | ×                 | 0                 | s                 | 0                 | ×          | 1          | 5. | —      | BS Bohemians Praha 1905 | ?      |
| 17 | Markéta Matějková (C) | 42  | M          | 3          | 1          | 0          | 0          | 8          | 2          | 0          | 0          | s                 | 0                 | s                 | 0                 | s          | 1          | 5. | —      | BS Slavia Praha         | ?      |
| 18 | Hana Limbergová       | 22  | G          | 1          | 0          | 0          | 5          | 0          | 0          | 0          | 0          | n                 | 0                 | ×                 | 0                 | n          | 0          | 5. | —      | BS Praha                | ?      |
| 21 | Irena Martínková      | 37  | W          | 3          | 0          | 0          | 0          | 9          | 3          | 0          | 0          | s                 | 0                 | ×                 | 0                 | s          | 0          | 5. | —      | BS Bohemians Praha 1905 | ?      |

- Šéftrenér lvic: Radim Nečas
  - Asistent šéftrenéra: Michael Lukič
  - Manažer lvic: Jan Dámec

Legenda: P (pozice), W (křídelní hráč), M (střední hráč), G (brankař), Z (počet zápasů), B (branky celkem), BN (branky nůžkama), BO (branky obdržené), S (střely), F (fauly), ŽK (žlutá karta), ČK (červená karta), × (základní sestava), s (střídání), n (náhradník), CP (celkové pořadí)

### Plážová házená
- datum: 20.–22. června 2023
- místo: Tarnów Beach Arena, Tarnów
- typ soutěže: týmy
- účast: bez české účasti

### Ragby VII
- datum: 25.–27. června 2023
- místo: Městský stadion v Krakově (Stadion Miejski w Krakowie), Krakov
- typ soutěže: týmy
- účast: 2 týmy (2×13 závodníků)
- medaile:
  - zlato: 0
  - stříbro: 0
  - bronz: 1 – Lvice (Julie Doležilová, Pavlína Čuprová, Kristýna Plevová, Christine Tesařová, Kristýna Riegertová, Julie Petříková, Anežka Sládková, Věra Gärtnerová, Petra Vacková, Jana Urbanová, Tereza Baťhová, Veronika Bolfová, Veronika Oupicová)

| Tým   | PH | Z | V | R | P | Skóre   | Zápasy ve skupině | Zápasy ve skupině   | Zápasy ve skupině           | Zápasy ve skupině | čtvrtfinále         | semifinále      | finále | CP               | o 3. místo       | o 9. místo      | o 9.-12. místo     |
| Tým   | PH | Z | V | R | P | Skóre   | 1. zápas          | 2. zápas            | 3. zápas                    | poř.              | čtvrtfinále         | semifinále      | finále | CP               | o 3. místo       | o 9. místo      | o 9.-12. místo     |
| ----- | -- | - | - | - | - | ------- | ----------------- | ------------------- | --------------------------- | ----------------- | ------------------- | --------------- | ------ | ---------------- | ---------------- | --------------- | ------------------ |
| Lvi   | 13 | 5 | 1 | 0 | 4 | 75–136  | P (14–17) Gruzie  | P (14–40) Španělsko | P (7–40) Belgie             | 3.                | —                   | —               | —      | 10.              | —                | P (19–24) Litva | V (21–15) Rumunsko |
| Lvice | 13 | 6 | 4 | 0 | 2 | 112–100 | V (28–5) Itálie   | V (31–0) Norsko     | P (5–37) Spojené království | 2.                | V (17–12) Španělsko | P (7–29) Polsko | —      | Bronzová medaile | V (24–17) Belgie | —               | —                  |

| #  | Lvi                 | Věk | Statistika | Statistika | Statistika | Statistika | Statistika | Statistika | Statistika | Statistika | Zápasy ve skupině | Zápasy ve skupině | Zápasy ve skupině | Zápasy ve skupině | Zápasy ve skupině | Zápasy ve skupině | —           | —           | o 9.-12. m | o 9.-12. m | o 9. místo | o 9. místo | CP               | Resort    | Klub                 | Trenér              |
| #  | Lvi                 | Věk | Z          | B          | 5          | 2          | TK         | DG         | ŽK         | ČK         | GEO               | GEO               | ESP               | ESP               | BEL               | BEL               | —           | —           | ROU        | ROU        | LTU        | LTU        | CP               | Resort    | Klub                 | Trenér              |
| -- | ------------------- | --- | ---------- | ---------- | ---------- | ---------- | ---------- | ---------- | ---------- | ---------- | ----------------- | ----------------- | ----------------- | ----------------- | ----------------- | ----------------- | ----------- | ----------- | ---------- | ---------- | ---------- | ---------- | ---------------- | --------- | -------------------- | ------------------- |
| 1  | Jindřich Kulhavý    | 21  | 5          | 0          | 0          | 0          | 0          | 0          | 0          | 0          | ×                 | 0                 | ×                 | 0                 | s                 | 0                 | —           | —           | s          | 0          | s          | 0          | 10.              | ASC Dukla | RC Sparta Praha      | Eduard Krützner ml. |
| 2  | Marek Šimák         | 27  | 5          | 5          | 1          | 0          | 0          | 0          | 0          | 0          | ×                 | 0                 | ×                 | 0                 | ×                 | 0                 | —           | —           | ×          | 0          | ×          | 5          | 10.              | ASC Dukla | RC Tatra Smíchov     | Jan Oswald          |
| 4  | Daniel Rygl         | 23  | 5          | 0          | 0          | 0          | 0          | 0          | 1          | 0          | s                 | 0                 | s                 | 0                 | s                 | 0                 | —           | —           | s          | 0          | s          | 0          | 10.              | ASC Dukla | RC Tatra Smíchov     | Jan Oswald          |
| 5  | Ondřej Bejček       | 21  | 5          | 0          | 0          | 0          | 0          | 0          | 0          | 0          | ×                 | 0                 | ×                 | 0                 | ×                 | 0                 | —           | —           | ×          | 0          | ×          | 0          | 10.              | ASC Dukla | RC Sparta Praha      | Eduard Krützner ml. |
| 6  | Jakub Havel         | 23  | 5          | 0          | 0          | 0          | 0          | 0          | 0          | 0          | s                 | 0                 | s                 | 0                 | s                 | 0                 | —           | —           | s          | 0          | s          | 0          | 10.              | ASC Dukla | RC Mountfield Říčany | Miroslav Němeček    |
| 7  | Adam Koblic         | 21  | 5          | 10         | 2          | 0          | 0          | 0          | 0          | 0          | ×                 | 5                 | ×                 | 5                 | ×                 | 0                 | —           | —           | ×          | 0          | ×          | 0          | 10.              | ASC Dukla | RC Tatra Smíchov     | Jan Oswald          |
| 8  | Dan Hošek           | 27  | 5          | 5          | 1          | 0          | 0          | 0          | 0          | 0          | s                 | 0                 | s                 | 0                 | ×                 | 0                 | —           | —           | ×          | 5          | ×          | 0          | 10.              | ASC Dukla | RC Praga Praha       | Roman Šuster        |
| 9  | Tomáš Petříček      | 21  | 0          | 0          | 0          | 0          | 0          | 0          | 0          | 0          | n                 | n                 | †                 | †                 | †                 | †                 | —           | —           | †          | †          | †          | †          | 10.              | ASC Dukla | RC Praga Praha       | Roman Šuster        |
| 10 | David Miřácký       | 23  | 3          | 0          | 0          | 0          | 0          | 0          | 0          | 0          | n                 | n                 | n                 | n                 | s                 | 0                 | —           | —           | s          | 0          | s          | 0          | 10.              | ASC Dukla | RC Slavia Praha      | Martin Javůrek      |
| 11 | Adam Miřácký        | 20  | 5          | 27         | 5          | 1          | 0          | 0          | 0          | 0          | ×                 | 0                 | ×                 | 5                 | ×                 | 5                 | —           | —           | ×          | 12         | ×          | 5          | 10.              | ASC Dukla | RC Slavia Praha      | Martin Javůrek      |
| 12 | Karel Šampalík      | 21  | 5          | 5          | 1          | 0          | 0          | 0          | 0          | 0          | ×                 | 5                 | ×                 | 0                 | ×                 | 0                 | —           | —           | ×          | 0          | ×          | 0          | 10.              | ASC Dukla | RC Tatra Smíchov     | Jan Oswald          |
| 13 | Matyáš Hopp (C)     | 25  | 5          | 18         | 0          | 9          | 0          | 0          | 0          | 0          | ×                 | 4                 | ×                 | 4                 | ×                 | 2                 | —           | —           | ×          | 4          | ×          | 4          | 10.              | ASC Dukla | RC Praga Praha       | Roman Šuster        |
| 14 | Adam Košata         | 21  | 5          | 5          | 1          | 0          | 0          | 0          | 0          | 0          | s                 | 0                 | s                 | 0                 | s                 | 0                 | —           | —           | s          | 0          | s          | 5          | 10.              | ASC Dukla | RC Tatra Smíchov     | Jan Oswald          |
| #  | Lvice               | Věk | Statistika | Statistika | Statistika | Statistika | Statistika | Statistika | Statistika | Statistika | Zápasy ve skupině | Zápasy ve skupině | Zápasy ve skupině | Zápasy ve skupině | Zápasy ve skupině | Zápasy ve skupině | Čtvrtfinále | Čtvrtfinále | Semifinále | Semifinále | o 3. místo | o 3. místo | CP               | Resort    | Klub                 | Trenér              |
| #  | Lvice               | Věk | Z          | B          | 5          | 2          | TK         | DG         | ŽK         | ČK         | ITA               | ITA               | NOR               | NOR               | GBR               | GBR               | ESP         | ESP         | POL        | POL        | BEL        | BEL        | CP               | Resort    | Klub                 | Trenér              |
| 1  | Julie Doležilová    | 20  | 6          | 55         | 7          | 10         | 0          | 0          | 0          | 0          | ×                 | 18                | ×                 | 14                | ×                 | 5                 | ×           | 7           | ×          | 2          | ×          | 9          | Bronzová medaile | —         | RC Tatra Smíchov     | Stanislav Král      |
| 2  | Pavlína Čuprová     | 33  | 5          | 0          | 0          | 0          | 0          | 0          | 0          | 0          | s                 | 0                 | ×                 | 0                 | †                 | †                 | ×           | 0           | ×          | 0          | s          | 0          | Bronzová medaile | —         | RC JIMI Vyškov       | Petr Pořízek        |
| 3  | Kristýna Plevová    | 32  | 6          | 0          | 0          | 0          | 0          | 0          | 0          | 0          | ×                 | 0                 | ×                 | 0                 | ×                 | 0                 | ×           | 0           | ×          | 0          | s          | 0          | Bronzová medaile | —         | RC Tatra Smíchov     | Stanislav Král      |
| 4  | Christine Tesařová  | 20  | 4          | 5          | 1          | 0          | 0          | 0          | 0          | 0          | s                 | 0                 | ×                 | 5                 | s                 | 0                 | s           | 0           | †          | †          | †          | †          | Bronzová medaile | —         | RC Tatra Smíchov     | Stanislav Král      |
| 5  | Kristýna Riegertová | 19  | 6          | 20         | 4          | 0          | 0          | 0          | 0          | 0          | ×                 | 0                 | s                 | 0                 | ×                 | 0                 | ×           | 10          | ×          | 0          | ×          | 10         | Bronzová medaile | —         | RC Tatra Smíchov     | Stanislav Král      |
| 6  | Julie Petříková     | 19  | 2          | 0          | 0          | 0          | 0          | 0          | 0          | 0          | n                 | n                 | s                 | 0                 | n                 | n                 | n           | n           | n          | n          | s          | 0          | Bronzová medaile | —         | RC Tatra Smíchov     | Stanislav Král      |
| 7  | Anežka Sládková     | 23  | 6          | 27         | 5          | 1          | 0          | 0          | 0          | 0          | ×                 | 5                 | ×                 | 12                | ×                 | 0                 | ×           | 0           | ×          | 5          | ×          | 5          | Bronzová medaile | —         | RK Petrovice         | Vít Chalupa         |
| 8  | Věra Gärtnerová     | 21  | 5          | 5          | 1          | 0          | 0          | 0          | 0          | 0          | ×                 | 5                 | n                 | n                 | ×                 | 0                 | ×           | 0           | ×          | 0          | ×          | 0          | Bronzová medaile | UNIS      | RC Mountfield Říčany | Thomas Mendes       |
| 9  | Petra Vacková       | 25  | 6          | 0          | 0          | 0          | 0          | 0          | 1          | 0          | ×                 | 0                 | s                 | 0                 | ×                 | 0                 | ×           | 0           | ×          | 0          | ×          | 0          | Bronzová medaile | UNIS      | RC JIMI Vyškov       | Petr Pořízek        |
| 10 | Jana Urbanová (C)   | 32  | 6          | 0          | 0          | 0          | 0          | 0          | 0          | 0          | ×                 | 0                 | ×                 | 0                 | ×                 | 0                 | s           | 0           | s          | 0          | ×          | 0          | Bronzová medaile | —         | RC Sparta Praha      | Zdeněk Albrecht     |
| 11 | Tereza Baťhová      | 30  | 4          | 0          | 0          | 0          | 0          | 0          | 0          | 0          | s                 | 0                 | s                 | 0                 | n                 | n                 | n           | n           | s          | 0          | ×          | 0          | Bronzová medaile | —         | RC Sparta Praha      | Zdeněk Albrecht     |
| 14 | Veronika Bolfová    | 20  | 4          | 0          | 0          | 0          | 0          | 0          | 0          | 0          | s                 | 0                 | s                 | 0                 | s                 | 0                 | †           | †           | s          | 0          | n          | n          | Bronzová medaile | —         | RK Olomouc           | Pavel Navrátil      |
| 15 | Veronika Oupicová   | 31  | 2          | 0          | 0          | 0          | 0          | 0          | 0          | 0          | n                 | n                 | ×                 | 0                 | n                 | n                 | n           | n           | n          | n          | s          | 0          | Bronzová medaile | —         | RC Mountfield Říčany | Thomas Mendes       |

- Šéftrenér lvů: Jan Rohlík (ASC Dukla)
  - Manažer lvů: Dominik Vaněk (ASC Dukla)
- Šéftrenér lvic: Vít Chalupa
  - Asistent šéftrenéra: Jan Maštera
  - Manažer lvic: Zuzana Steppanová

Legenda: Z (počet zápasů), B (body v zápasech), 5 (počet pětek), 2 (počet konverzí), TK (trestný kop), DG (dropgoal), ŽK, (žlutá karta), ČK (červená karta), × (základní sestava), s (střídání), n (náhradník), † (nezapsán na soupisku), CP (celkové pořadí)
1. pozn: Ragbista Jakub Havel nahradil v původní nominaci[4] ragbistu Matěje Peluse.
2. pozn: Ragbistka Veronika Oupicová nahradila v původní nominaci[4] ragbistku Lucii Roczyn.

## Úpolové sporty

### Box
- datum: 24. června – 1. července 2023
- místo: Nowy Targ Arena, Nowy Targ
- typ soutěže: individuální
- účast: 12 závodníků
- medaile:
  - zlato: 0
  - stříbro: 0
  - bronz: 0

| Muži              | Věk | Kategorie | Základní pavouk    | Základní pavouk           | Základní pavouk         | Základní pavouk           | Základní pavouk | Základní pavouk | CP  | Resort     | Klub                            | Trenér              |
| Muži              | Věk | Kategorie | 1/64               | 1/32                      | 1/16                    | čtvrtfinále               | semifinále      | finále          | CP  | Resort     | Klub                            | Trenér              |
| ----------------- | --- | --------- | ------------------ | ------------------------- | ----------------------- | ------------------------- | --------------- | --------------- | --- | ---------- | ------------------------------- | ------------------- |
| —                 | —   | −51 kg    | —                  | —                         | —                       | —                         | —               | —               | —   | —          | —                               | —                   |
| Vladimír Trakal   | 23  | −57 kg    | —                  | P (0-5) A. Bazejan        | —                       | —                         | —               | —               | n/a | —          | SK Boxing Praha                 | Alexandr Verchajzer |
| Petr Novák        | 24  | −63,5 kg  | —                  | volný los                 | P (1-4) G. Malanga      | —                         | —               | —               | n/a | Olymp CSMV | SKP Sever Ústí nad Labem        | Vasilij Larionov    |
| Miloš Bartl       | 29  | −71 kg    | P (0-5) M. Kapuler | —                         | —                       | —                         | —               | —               | n/a | Olymp CSMV | SC Nové Strašecí                | Vasilij Larionov    |
| Jindřich Janečka  | 19  | −80 kg    | —                  | P (RSC-I) G. Kraus        | —                       | —                         | —               | —               | n/a | —          | Kometa Brno Boxing              | Vít Král            |
| Pavol Hrivňák     | 22  | −92 kg    | —                  | P (0-5) M. Bereźnicki     | —                       | —                         | —               | —               | n/a | Olymp CSMV | SKP Sever Ústí nad Labem        | Vasilij Larionov    |
| Martin Pinc       | 30  | +92 kg    | —                  | volný los                 | P (0-5) Davit Čalojan   | —                         | —               | —               | n/a | Olymp CSMV | TJ Spartak Čelákovice           | Vasilij Larionov    |
| Ženy              | Věk | Kategorie | Základní pavouk    | Základní pavouk           | Základní pavouk         | Základní pavouk           | Základní pavouk | Základní pavouk | CP  | Resort     | Klub                            | Trenér              |
| Ženy              | Věk | Kategorie | 1/64               | 1/32                      | 1/16                    | čtvrtfinále               | semifinále      | finále          | CP  | Resort     | Klub                            | Trenér              |
| Nela Freiherrová  | 31  | −50 kg    | —                  | P (0-5) S. V. Rosshaugová | —                       | —                         | —               | —               | n/a | —          | BC Ostrava                      | Dalibor Fröhlich    |
| Claudia Tótová    | 20  | −54 kg    | —                  | P (1-4) H. Lakotárová     | —                       | —                         | —               | —               | n/a | CISO       | BC Poruba                       | Stanislav Tót       |
| Lucie Sedláčková  | 29  | −57 kg    | —                  | volný los                 | P (1-4) A. Zidaniová    | —                         | —               | —               | n/a | Olymp CSMV | SKMP Děčín/ Slater Sports Cons. | Rudolf Kraj         |
| Lenka Bernardová  | 22  | −60 kg    | —                  | P (0-5) A. Alexiussonová  | —                       | —                         | —               | —               | n/a | UNIS       | BC Star Plzeň                   | Radek Seman         |
| Markéta Tojnarová | 25  | −66 kg    | —                  | P (0-5) L. Hámoriová      | —                       | —                         | —               | —               | n/a | —          | BC Pardubice                    | Petr Růžička        |
| Monika Langerová  | 24  | −75 kg    | —                  | volný los                 | V (5-0) V. Stavridisová | P (0-5) I. Schönbergerová | —               | —               | n/a | —          | Spider BC Olomouc               | Petr Řezníček       |

- Šéftrenér repr. mužů: neuveden
- Šéftrenér repr. žen: Radek Seman
- Trenéři repr.: Vasilij Larionov, Rudolf Kraj, Lenka Kardová

### Judo
- datum: 1. července 2023
- místo: Krynica-Zdrój Arena, Krynica-Zdrój
- typ soutěže: družstva
- účast: 6 závodníků
- medaile:
  - zlato: 0
  - stříbro: 0
  - bronz: 0

| Muži + ženy       | Věk | Disciplína/ kategorie | Disciplína/ kategorie | Vyřazovací pavouk   | Vyřazovací pavouk | Vyřazovací pavouk | Vyřazovací pavouk | Vyřazovací pavouk | CP  | Resort       | Klub                    | Trenér             |
| Muži + ženy       | Věk | Disciplína/ kategorie | Disciplína/ kategorie | 1/32                | 1/16              | čtvrtfinále       | semifinále        | finále            | CP  | Resort       | Klub                    | Trenér             |
| ----------------- | --- | --------------------- | --------------------- | ------------------- | ----------------- | ----------------- | ----------------- | ----------------- | --- | ------------ | ----------------------- | ------------------ |
| Husan Karimov     | 30  | smíšená družstva      | −73 kg                | P (1–4) Ázerbájdžán | —                 | —                 | —                 | —                 | n/a | Olymp CSMV   | TJ Sokol Praha Vršovice | Petr Lacina        |
| Adam Kopecký      | 21  | smíšená družstva      | −90 kg                | P (1–4) Ázerbájdžán | —                 | —                 | —                 | —                 | n/a | VICTORIA VSC | TJ AŠ Mladá Boleslav    | Václav Sedmidubský |
| Michal Horák      | 36  | smíšená družstva      | +90 kg                | P (1–4) Ázerbájdžán | —                 | —                 | —                 | —                 | n/a | VICTORIA VSC | USK Praha               | Jaromír Lauer      |
| Anna Polnická     | 20  | smíšená družstva      | −57 kg                | P (1–4) Ázerbájdžán | —                 | —                 | —                 | —                 | n/a | VICTORIA VSC | USK Praha               | Jindřich Turek     |
| Julie Zárybnická  | 20  | smíšená družstva      | −70 kg                | P (1–4) Ázerbájdžán | —                 | —                 | —                 | —                 | n/a | VICTORIA VSC | JC Hradec Králové       | Pavel Petřikov ml. |
| Markéta Paulusová | 25  | smíšená družstva      | +70 kg                | P (1–4) Ázerbájdžán | —                 | —                 | —                 | —                 | n/a | Olymp CSMV   | Judo SG Plzeň           | Jaromír Ježek      |

- Šéftrenér repr.: Václav Sedmidubský
- Trenéři repr.: Petr Smolík

### Karate WKF
- datum: 22.–23. června 2023
- místo: Dębowiec Sports Arena, Bílsko-Bělá
- typ soutěže: individuální
- účast: 1 závodník
- medaile:
  - zlato: 0
  - stříbro: 0
  - bronz: 0

| Muži             | Věk | Disciplína/ kategorie | Disciplína/ kategorie | Skupina                   | Skupina                   | Skupina                  | Skupina | Semifinále | Finále | CP  | Resort    | Klub          | Trenér       |
| Muži             | Věk | Disciplína/ kategorie | Disciplína/ kategorie | 1. zápas                  | 2. zápas                  | 3. zápas                 | poř.    | Semifinále | Finále | CP  | Resort    | Klub          | Trenér       |
| ---------------- | --- | --------------------- | --------------------- | ------------------------- | ------------------------- | ------------------------ | ------- | ---------- | ------ | --- | --------- | ------------- | ------------ |
| —                | —   | kata                  | kata                  | —                         | —                         | —                        | —       | —          | —      | —   | —         | —             | —            |
| —                | —   | kumite                | −60 kg                | —                         | —                         | —                        | —       | —          | —      | —   | —         | —             | —            |
| —                | —   | kumite                | −67 kg                | —                         | —                         | —                        | —       | —          | —      | —   | —         | —             | —            |
| —                | —   | kumite                | −75 kg                | —                         | —                         | —                        | —       | —          | —      | —   | —         | —             | —            |
| —                | —   | kumite                | −84 kg                | —                         | —                         | —                        | —       | —          | —      | —   | —         | —             | —            |
| —                | —   | kumite                | +84 kg                | —                         | —                         | —                        | —       | —          | —      | —   | —         | —             | —            |
| Ženy             | Věk | Disciplína/ kategorie | Disciplína/ kategorie | Skupina                   | Skupina                   | Skupina                  | Skupina | Semifinále | Finále | CP  | Resort    | Klub          | Trenér       |
| Ženy             | Věk | Disciplína/ kategorie | Disciplína/ kategorie | 1. zápas                  | 2. zápas                  | 3. zápas                 | poř.    | Semifinále | Finále | CP  | Resort    | Klub          | Trenér       |
| Veronika Mišková | 31  | kata                  | kata                  | P (41,2–41,8) H. Tailyová | V (41,3–38,0) A. Kowalská | P (41,7–41,9) A. Cruzová | 3.      | —          | —      | ÷5. | ASC Dukla | Budo Kan Brno | Martin Čulen |
| —                | —   | kumite                | −50 kg                | —                         | —                         | —                        | —       | —          | —      | —   | —         | —             | —            |
| —                | —   | kumite                | −55 kg                | —                         | —                         | —                        | —       | —          | —      | —   | —         | —             | —            |
| —                | —   | kumite                | −61 kg                | —                         | —                         | —                        | —       | —          | —      | —   | —         | —             | —            |
| —                | —   | kumite                | −68 kg                | —                         | —                         | —                        | —       | —          | —      | —   | —         | —             | —            |
| —                | —   | kumite                | +68 kg                | —                         | —                         | —                        | —       | —          | —      | —   | —         | —             | —            |

- Šéftrenér repr.: Miroslava Vašeková

### Kickboxing WAKO
- datum: 30. června – 2. července 2023
- místo: Myślenice Arena, Myślenice
- typ soutěže: individuální
- účast: 1 závodník
- medaile:
  - zlato: 0
  - stříbro: 0
  - bronz: 0

| Muži            | Věk | Disciplína/ kategorie | Disciplína/ kategorie | Vyřazovací pavouk    | Vyřazovací pavouk | Vyřazovací pavouk | CP  | Resort | Klub       | Trenér          |
| Muži            | Věk | Disciplína/ kategorie | Disciplína/ kategorie | čtvrtfinále          | semifinále        | finále            | CP  | Resort | Klub       | Trenér          |
| --------------- | --- | --------------------- | --------------------- | -------------------- | ----------------- | ----------------- | --- | ------ | ---------- | --------------- |
| —               | —   | FC                    | −63,5 kg              | —                    | —                 | —                 | —   | —      | —          | —               |
| —               | —   | FC                    | −75 kg                | —                    | —                 | —                 | —   | —      | —          | —               |
| —               | —   | FC                    | −86 kg                | —                    | —                 | —                 | —   | —      | —          | —               |
| —               | —   | PF                    | −63 kg                | —                    | —                 | —                 | —   | —      | —          | —               |
| —               | —   | PF                    | −74 kg                | —                    | —                 | —                 | —   | —      | —          | —               |
| —               | —   | PF                    | −84 kg                | —                    | —                 | —                 | —   | —      | —          | —               |
| —               | —   | LC                    | −63 kg                | —                    | —                 | —                 | —   | —      | —          | —               |
| —               | —   | LC                    | −79 kg                | —                    | —                 | —                 | —   | —      | —          | —               |
| Ženy            | Věk | Disciplína/ kategorie | Disciplína/ kategorie | Vyřazovací pavouk    | Vyřazovací pavouk | Vyřazovací pavouk | CP  | Resort | Klub       | Trenér          |
| Ženy            | Věk | Disciplína/ kategorie | Disciplína/ kategorie | čtvrtfinále          | semifinále        | finále            | CP  | Resort | Klub       | Trenér          |
| Klára Strnadová | 28  | FC                    | −52 kg                | P (1-2) N. Peronaová | —                 | —                 | n/a | —      | TKBC Praha | Zdeněk Švamberk |
| —               | —   | FC                    | −60 kg                | —                    | —                 | —                 | —   | —      | —          | —               |
| —               | —   | FC                    | −70 kg                | —                    | —                 | —                 | —   | —      | —          | —               |
| —               | —   | PF                    | −50 kg                | —                    | —                 | —                 | —   | —      | —          | —               |
| —               | —   | PF                    | −60 kg                | —                    | —                 | —                 | —   | —      | —          | —               |
| —               | —   | PF                    | −70 kg                | —                    | —                 | —                 | —   | —      | —          | —               |
| —               | —   | LC                    | −50 kg                | —                    | —                 | —                 | —   | —      | —          | —               |
| —               | —   | LC                    | −60 kg                | —                    | —                 | —                 | —   | —      | —          | —               |

- Šéftrenér repr.: Zdeněk Švamberk

Legenda: FC (Full Contact ), PF (Point Fighting), LC (Light Contact)

### Muaythai IFMA
- datum: 23.–28. června 2023
- místo: Myślenice Arena, Myślenice
- typ soutěže: individuální
- účast: 6 závodníků
- medaile:
  - zlato: 0
  - stříbro: 1 – Tereza Štechová (−63,5 kg)
  - bronz: 2 – Ondřej Malina (−81 kg), Jakub Klauda (−91 kg)

| Muži              | Věk | Kategorie | Vyřazovací pavouk         | Vyřazovací pavouk       | Vyřazovací pavouk         | CP               | Resort | Klub                      | Trenér          |
| Muži              | Věk | Kategorie | čtvrtfinále               | semifinále              | finále                    | CP               | Resort | Klub                      | Trenér          |
| ----------------- | --- | --------- | ------------------------- | ----------------------- | ------------------------- | ---------------- | ------ | ------------------------- | --------------- |
| Tomík Nguyen      | 30  | −60 kg    | P (27-30) V. Mykytas      | —                       | —                         | n/a              | —      | Lanna Gym Praha           | Viktor Petrlík  |
| —                 | —   | −67 kg    | —                         | —                       | —                         | —                | —      | —                         | —               |
| —                 | —   | −71 kg    | —                         | —                       | —                         | —                | —      | —                         | —               |
| Ondřej Malina     | 22  | −81 kg    | V (RSCS) J.-L. Soentgen   | P (27-30) J. Skurychyn  | —                         | Bronzová medaile | —      | Aplik Muaythai Gym Prague | Jiří Apeltauer  |
| Jakub Klauda      | 31  | −91 kg    | V (30-27) Ł. Radosz       | P (28-29) E. Pellegrino | —                         | Bronzová medaile | —      | Spejbl Gym Praha          | Ondřej Hutník   |
| Ženy              | Věk | Kategorie | Vyřazovací pavouk         | Vyřazovací pavouk       | Vyřazovací pavouk         | CP               | Resort | Klub                      | Trenér          |
| Ženy              | Věk | Kategorie | čtvrtfinále               | semifinále              | finále                    | CP               | Resort | Klub                      | Trenér          |
| —                 | —   | −51 kg    | —                         | —                       | —                         | —                | —      | —                         | —               |
| Viktorie Bulínová | 25  | −54 kg    | P (27-30) M. Kierczyńská  | —                       | —                         | n/a              | —      | Valetudo RK Znojma        | Petr Kuchařík   |
| Věra Korbášová    | 39  | −57 kg    | P (27-30) M. Sirkeojaová  | —                       | —                         | n/a              | —      | X Gym Praha               | Lukáš Jirkovský |
| —                 | —   | −60 kg    | —                         | —                       | —                         | —                | —      | —                         | —               |
| Tereza Štechová   | 27  | −63,5 kg  | V (CCL) L. Ter-Davtjanová | V (RSCS) E. Rzajevová   | P (27-30) B. Tacyıldızová | Stříbrná medaile | —      | X Gym Praha               | Lukáš Jirkovský |

- Šéftrenér repr.: Jiří Apeltauer
- Trenéři repr.: Jiří Mejstřík

### Šerm
- datum: 25.–30. června 2023
- místo: Tauron Arena, Krakov
- typ soutěže: individuální a družstva
- účast: 17 závodníků
- medaile:
  - zlato: 0
  - stříbro: 0
  - bronz: 0

| Muži                  | Věk | Disciplína | Zákl. skupina | Zákl. skupina | Zákl. skupina | Zákl. skupina | Vyřazovací pavouk | Vyřazovací pavouk         | Vyřazovací pavouk       | Vyřazovací pavouk       | Vyřazovací pavouk           | Vyřazovací pavouk | Vyřazovací pavouk | CP  | Resort       | Klub                       | Trenér             |
| Muži                  | Věk | Disciplína | Z             | V             | P             | poř.          | 1/128             | 1/64                      | 1/32                    | 1/16                    | čtvrtfinále                 | semifinále        | finále            | CP  | Resort       | Klub                       | Trenér             |
| --------------------- | --- | ---------- | ------------- | ------------- | ------------- | ------------- | ----------------- | ------------------------- | ----------------------- | ----------------------- | --------------------------- | ----------------- | ----------------- | --- | ------------ | -------------------------- | ------------------ |
| Jiří Beran ml.        | 41  | kord       | 6             | 4             | 2             | 2.            | volný los         | P (7-15) M. Brinkmann     | —                       | —                       | —                           | —                 | —                 | 43. | VICTORIA VSC | SC Praha                   | Jiří Beran st.     |
| Michal Čupr           | 32  | kord       | 6             | 5             | 1             | 2.            | volný los         | P (12-15) F. Frazão       | —                       | —                       | —                           | —                 | —                 | 36. | VICTORIA VSC | TJ Slavoj Litoměřice       | Tereza Smutná      |
| Jakub Jurka           | 24  | kord       | 5             | 4             | 1             | 1.            | volný los         | P (14-15) J. Mahringer    | —                       | —                       | —                           | —                 | —                 | 37. | VICTORIA VSC | TJ Dukla Olomouc           | Tomáš Jurka        |
| Martin Rubeš ml.      | 27  | kord       | 6             | 4             | 2             | 3.            | volný los         | P (14-15) M. Heinzer      | —                       | —                       | —                           | —                 | —                 | 46. | VICTORIA VSC | TJ Lokomotiva Karlovy Vary | Martin Rubeš st.   |
| Lev-Michael Holý      | 17  | fleret     | 6             | 3             | 3             | 5.            | —                 | P (14-15) G. Tóth         | —                       | —                       | —                           | —                 | —                 | 46. | VICTORIA VSC | Sokol Brno I               | Michal Roček       |
| Alexander Choupenitch | 29  | fleret     | 5             | 4             | 1             | 2.            | —                 | V (15-11) A. Tofalides    | V (15-10) L. Galuašvili | V (15-2) M. Totušek     | P (14-15) S. Van Campenhout | —                 | —                 | 7.  | VICTORIA VSC | Sokol Brno I               | Andrea Borella     |
| Jan Krejčík           | 32  | fleret     | 6             | 2             | 4             | 4.            | —                 | P (13-15) M. Siess        | —                       | —                       | —                           | —                 | —                 | 52. | VICTORIA VSC | USK Praha                  | Josef Prokeš       |
| Marek Totušek         | 21  | fleret     | 6             | 6             | 0             | 1.            | —                 | volný los                 | V (15-8) P.L. Faul      | P (2-15) A. Choupenitch | —                           | —                 | —                 | 9.  | VICTORIA VSC | Sokol Bystřice n.P.        | Vlastimil Kurfürst |
| Kryštof Cacek         | 22  | šavle      | 6             | 2             | 4             | 6.            | —                 | P (9-15) M. Cidu          | —                       | —                       | —                           | —                 | —                 | 42. | UNIS         | Sokol Brno I               | Michal Roček       |
| Matyáš Cacek          | 18  | šavle      | 6             | 2             | 4             | 6.            | —                 | P (14-15) I. Mandov       | —                       | —                       | —                           | —                 | —                 | 40. | VICTORIA VSC | Sokol Brno I               | Michal Roček       |
| Ženy                  | Věk | Disciplína | Zákl. skupina | Zákl. skupina | Zákl. skupina | Zákl. skupina | Vyřazovací pavouk | Vyřazovací pavouk         | Vyřazovací pavouk       | Vyřazovací pavouk       | Vyřazovací pavouk           | Vyřazovací pavouk | Vyřazovací pavouk | CP  | Resort       | Klub                       | Trenér             |
| Ženy                  | Věk | Disciplína | Z             | V             | P             | poř.          | 1/128             | 1/64                      | 1/32                    | 1/16                    | čtvrtfinále                 | semifinále        | finále            | CP  | Resort       | Klub                       | Trenér             |
| Gabriela Aigermanová  | 21  | kord       | 6             | 1             | 5             | 7.            | —                 | —                         | —                       | —                       | —                           | —                 | —                 | 70. | VICTORIA VSC | TJ Lokomotiva Teplice      | František Aigerman |
| Veronika Bieleszová   | 32  | kord       | 6             | 3             | 3             | 5.            | —                 | V (15-10) I. Mavrikisová  | P (11-15) P. Brunnerová | —                       | —                           | —                 | —                 | 27. | VICTORIA VSC | SC Praha                   | Jiří Beran st.     |
| Patricie Prokšíková   | 24  | kord       | 6             | 0             | 6             | 7.            | —                 | —                         | —                       | —                       | —                           | —                 | —                 | 75. | VICTORIA VSC | SC Praha                   | Jiří Beran st.     |
| Kateřina Saligerová   | 27  | kord       | 6             | 2             | 4             | 5.            | —                 | P (12-15) Dž.-F. Bežurová | —                       | —                       | —                           | —                 | —                 | 53. | VICTORIA VSC | SC Praha                   | Jiří Vincenc       |
| Andrea Bímová         | 30  | fleret     | 6             | 2             | 4             | 5.            | —                 | P (7-15) D. Lupkovicsová  | —                       | —                       | —                           | —                 | —                 | 36. | VICTORIA VSC | USK Praha                  | Josef Prokeš       |
| Štěpánka Němcová      | 23  | fleret     | 6             | 1             | 5             | 7.            | —                 | —                         | —                       | —                       | —                           | —                 | —                 | 41. | —            | Šerm Liberec               | Josef Prokeš       |
| Karolína Bechyňová    | 19  | šavle      | 6             | 1             | 5             | 6.            | —                 | —                         | —                       | —                       | —                           | —                 | —                 | 48. | VICTORIA VSC | FC Chomutov                | Arnaud Schneider   |

| Muži                  | Věk | Disciplína      | Vyřazovací pavouk | Vyřazovací pavouk            | Vyřazovací pavouk | Vyřazovací pavouk | Vyřazovací pavouk | CP  | Opravný pavouk     | Opravný pavouk   | Opravný pavouk       | Opravný pavouk   | Opravný pavouk       | Resort       | Klub                       | Trenér             |
| Muži                  | Věk | Disciplína      | 1/32              | 1/16                         | čtvrtfinále       | semifinále        | finále            | CP  | o 5.-8. místo      | o 5.-8. místo    | o 9.-16. místo       | o 9.-16. místo   | o 9.-16. místo       | Resort       | Klub                       | Trenér             |
| --------------------- | --- | --------------- | ----------------- | ---------------------------- | ----------------- | ----------------- | ----------------- | --- | ------------------ | ---------------- | -------------------- | ---------------- | -------------------- | ------------ | -------------------------- | ------------------ |
| Michal Čupr           | 32  | kord družstev   | volný los         | V (40–39) Nizozemsko         | P (26–45) Francie | —                 | —                 | 6.  | P (30–45) Ukrajina | V (43–26) Polsko | —                    | —                | —                    | VICTORIA VSC | TJ Slavoj Litoměřice       | Tereza Smutná      |
| Jakub Jurka           | 24  | kord družstev   | volný los         | V (40–39) Nizozemsko         | P (26–45) Francie | —                 | —                 | 6.  | P (30–45) Ukrajina | V (43–26) Polsko | —                    | —                | —                    | VICTORIA VSC | TJ Dukla Olomouc           | Tomáš Jurka        |
| Martin Rubeš ml.      | 27  | kord družstev   | volný los         | V (40–39) Nizozemsko         | P (26–45) Francie | —                 | —                 | 6.  | P (30–45) Ukrajina | —                | —                    | —                | —                    | VICTORIA VSC | TJ Lokomotiva Karlovy Vary | Martin Rubeš st.   |
| Jiří Beran ml.        | 41  | kord družstev   | volný los         | V (40–39) Nizozemsko         | —                 | —                 | —                 | 6.  | —                  | –//–             | —                    | —                | —                    | VICTORIA VSC | SC Praha                   | Jiří Beran st.     |
| Jan Krejčík           | 32  | fleret družstev | volný los         | P (44–45) Spojené království | —                 | —                 | —                 | 12. | —                  | —                | P (35–45) Chorvatsko | P (42–45) Dánsko | V (45–32) Nizozemsko | VICTORIA VSC | USK Praha                  | Josef Prokeš       |
| Marek Totušek         | 21  | fleret družstev | volný los         | P (44–45) Spojené království | —                 | —                 | —                 | 12. | —                  | —                | P (35–45) Chorvatsko | P (42–45) Dánsko | V (45–32) Nizozemsko | VICTORIA VSC | Sokol Bystřice n.P.        | Vlastimil Kurfürst |
| Alexander Choupenitch | 29  | fleret družstev | volný los         | P (44–45) Spojené království | —                 | —                 | —                 | 12. | —                  | —                | —                    | —                | —                    | VICTORIA VSC | Sokol Brno I               | Andrea Borella     |
| Lev-Michael Holý      | 17  | fleret družstev | volný los         | —                            | —                 | —                 | —                 | 12. | —                  | —                | –//–                 | –//–             | –//–                 | VICTORIA VSC | Sokol Brno I               | Michal Roček       |
| —                     | —   | šavle družstev  | —                 | —                            | —                 | —                 | —                 | —   | —                  | —                | —                    | —                | —                    | —            | —                          | —                  |
| —                     | —   | šavle družstev  | —                 | —                            | —                 | —                 | —                 | —   | —                  | —                | —                    | —                | —                    | —            | —                          | —                  |
| —                     | —   | šavle družstev  | —                 | —                            | —                 | —                 | —                 | —   | —                  | —                | —                    | —                | —                    | —            | —                          | —                  |
| —                     | —   | šavle družstev  | —                 | —                            | —                 | —                 | —                 | —   | —                  | —                | —                    | —                | —                    | —            | —                          | —                  |
| Ženy                  | Věk | Disciplína      | Vyřazovací pavouk | Vyřazovací pavouk            | Vyřazovací pavouk | Vyřazovací pavouk | Vyřazovací pavouk | CP  | Opravný pavouk     | Opravný pavouk   | Opravný pavouk       | Opravný pavouk   | Opravný pavouk       | Resort       | Klub                       | Trenér             |
| Ženy                  | Věk | Disciplína      | 1/32              | 1/16                         | čtvrtfinále       | semifinále        | finále            | CP  | o 5.-8. místo      | o 5.-8. místo    | o 9.-16. místo       | o 9.-16. místo   | o 9.-16. místo       | Resort       | Klub                       | Trenér             |
| Veronika Bieleszová   | 32  | kord družstev   | volný los         | P (19–45) Ukrajina           | —                 | —                 | —                 | 14. | —                  | —                | P (32–45) Německo    | V (45–36) Litva  | P (30–43) Švédsko    | VICTORIA VSC | SC Praha                   | Jiří Beran st.     |
| Patricie Prokšíková   | 24  | kord družstev   | volný los         | P (19–45) Ukrajina           | —                 | —                 | —                 | 14. | —                  | —                | P (32–45) Německo    | V (45–36) Litva  | P (30–43) Švédsko    | VICTORIA VSC | SC Praha                   | Jiří Beran st.     |
| Kateřina Saligerová   | 27  | kord družstev   | volný los         | P (19–45) Ukrajina           | —                 | —                 | —                 | 14. | —                  | —                | P (32–45) Německo    | V (45–36) Litva  | P (30–43) Švédsko    | VICTORIA VSC | SC Praha                   | Jiří Vincenc       |
| Gabriela Aigermanová  | 21  | kord družstev   | volný los         | P (19–45) Ukrajina           | —                 | —                 | —                 | 14. | —                  | —                | —                    | —                | P (30–43) Švédsko    | VICTORIA VSC | TJ Lokomotiva Teplice      | František Aigerman |
| —                     | —   | fleret družstev | —                 | —                            | —                 | —                 | —                 | —   | —                  | —                | —                    | —                | —                    | —            | —                          | —                  |
| —                     | —   | fleret družstev | —                 | —                            | —                 | —                 | —                 | —   | —                  | —                | —                    | —                | —                    | —            | —                          | —                  |
| —                     | —   | fleret družstev | —                 | —                            | —                 | —                 | —                 | —   | —                  | —                | —                    | —                | —                    | —            | —                          | —                  |
| —                     | —   | fleret družstev | —                 | —                            | —                 | —                 | —                 | —   | —                  | —                | —                    | —                | —                    | —            | —                          | —                  |
| —                     | —   | šavle družstev  | —                 | —                            | —                 | —                 | —                 | —   | —                  | —                | —                    | —                | —                    | —            | —                          | —                  |
| —                     | —   | šavle družstev  | —                 | —                            | —                 | —                 | —                 | —   | —                  | —                | —                    | —                | —                    | —            | —                          | —                  |
| —                     | —   | šavle družstev  | —                 | —                            | —                 | —                 | —                 | —   | —                  | —                | —                    | —                | —                    | —            | —                          | —                  |
| —                     | —   | šavle družstev  | —                 | —                            | —                 | —                 | —                 | —   | —                  | —                | —                    | —                | —                    | —            | —                          | —                  |

- Trenéři repr.: Jiří Beran st., Andrea Borella, Jan Cacek, Tomáš Jurka, Oldřich Kubišta, Michala Pěchovová, Josef Prokeš

zdroj: https://www.eurofencing.info/competitions/latest-results/case:competitions/tournamentId:914

### Taekwondo WTF
- datum: 23.–26. června 2023
- místo: Krynica-Zdrój Arena, Krynica-Zdrój
- typ soutěže: individuální
- účast: 4 závodníci
- medaile:
  - zlato: 0
  - stříbro: 1 – Petra Štolbová (−62 kg)
  - bronz: 1 – Dominika Hronová (−53 kg)

| Muži             | Věk | Kategorie | Hlavní pavouk               | Hlavní pavouk                  | Hlavní pavouk                    | Hlavní pavouk             | Hlavní pavouk                   | CP               | Opravný pavouk                   | Opravný pavouk                | Resort     | Klub                   | Trenér           |
| Muži             | Věk | Kategorie | 1/32                        | 1/16                           | čtvrtfinále                      | semifinále                | finále                          | CP               | o 3. místo                       | 1. kolo                       | Resort     | Klub                   | Trenér           |
| ---------------- | --- | --------- | --------------------------- | ------------------------------ | -------------------------------- | ------------------------- | ------------------------------- | ---------------- | -------------------------------- | ----------------------------- | ---------- | ---------------------- | ---------------- |
| —                | —   | −54 kg    | —                           | —                              | —                                | —                         | —                               | —                | —                                | —                             | —          | —                      | —                |
| —                | —   | −58 kg    | —                           | —                              | —                                | —                         | —                               | —                | —                                | —                             | —          | —                      | —                |
| —                | —   | −63 kg    | —                           | —                              | —                                | —                         | —                               | —                | —                                | —                             | —          | —                      | —                |
| —                | —   | −68 kg    | —                           | —                              | —                                | —                         | —                               | —                | —                                | —                             | —          | —                      | —                |
| —                | —   | −74 kg    | —                           | —                              | —                                | —                         | —                               | —                | —                                | —                             | —          | —                      | —                |
| Adam Jochman     | 18  | −80 kg    | V (15-6, 16-5) C. Achilleos | P (1-6, 2-4) R. Ordemann       | —                                | —                         | —                               | ÷7.              | —                                | P (10-5, 2-5, 4-11) H. Kartal | Olymp CSMV | SK Cobra Dojang Prague | Viktor Jankovský |
| —                | —   | −87 kg    | —                           | —                              | —                                | —                         | —                               | —                | —                                | —                             | —          | —                      | —                |
| —                | —   | +87 kg    | —                           | —                              | —                                | —                         | —                               | —                | —                                | —                             | —          | —                      | —                |
| Ženy             | Věk | Kategorie | Hlavní pavouk               | Hlavní pavouk                  | Hlavní pavouk                    | Hlavní pavouk             | Hlavní pavouk                   | CP               | Opravný pavouk                   | Opravný pavouk                | Resort     | Klub                   | Trenér           |
| Ženy             | Věk | Kategorie | 1/32                        | 1/16                           | čtvrtfinále                      | semifinále                | finále                          | CP               | o 3. místo                       | 1. kolo                       | Resort     | Klub                   | Trenér           |
| —                | —   | −46 kg    | —                           | —                              | —                                | —                         | —                               | —                | —                                | —                             | —          | —                      | —                |
| —                | —   | −50 kg    | —                           | —                              | —                                | —                         | —                               | —                | —                                | —                             | —          | —                      | —                |
| Dominika Hronová | 24  | −53 kg    | —                           | V (7-5, 14-2) G. Briškárová    | P (1-6, 2-4) A. Pérezová         | —                         | —                               | Bronzová medaile | V (10-7, 7-7, 7-5) E. Aydinová   | V (13-0, 8-5) D. Pilavakiová  | UNIS       | SK Taekwondo Lacek     | Petr Lacek       |
| —                | —   | −57 kg    | —                           | —                              | —                                | —                         | —                               | —                | —                                | —                             | —          | —                      | —                |
| Petra Štolbová   | 22  | −62 kg    | —                           | V (6-7, 6-5 5-2) C. Gaspaová   | V (8-3, 9-10, 8-8) M. Reljikjová | V (8-7, 6-6) I. Arelićová | P (5-5, 6-4, 7-13) S. Chaariová | Stříbrná medaile | —                                | —                             | Olymp CSMV | SK Cobra Dojang Prague | Viktor Jankovský |
| Iveta Jiránková  | 28  | −67 kg    | —                           | V (3-4, 5-3, 5-1) M. Nilsenová | P (0-5, 3-5) A. Perišićová       | —                         | —                               | ÷5.              | P (1-4, 7-9) M. Wietová-Héninová | V (2-1, 7-4) I. Faberová      | Olymp CSMV | SK Taekwondo Lacek     | Petr Lacek       |
| —                | —   | −73 kg    | —                           | —                              | —                                | —                         | —                               | —                | —                                | —                             | —          | —                      | —                |
| —                | —   | +73 kg    | —                           | —                              | —                                | —                         | —                               | —                | —                                | —                             | —          | —                      | —                |

- Šéftrenér repr.: Viktor Jankovský

## Vodní sporty

### Rychlostní kanoistika
- datum: 21.–24. června 2023
- místo: Kryspinow Waterway (jezero Piaski), okres Krakov
- typ soutěže: individuální + posádky (současně jako Mistrovství Evropy za rok 2023)
- účast: 13 závodníků
- medaile:
  - zlato: 1 – Martin Fuksa (C1 – 500 m)
  - stříbro: 0
  - bronz: 0

| Muži               | Věk | Disciplína     | Rozjížďky | Rozjížďky | Semif. (opr.) | Semif. (opr.) | Finále B | Finále B | Finále A | Finále A | CP            | Resort       | Klub           | Trenér         |
| Muži               | Věk | Disciplína     | výkon     | poř.      | výkon         | poř.          | výkon    | poř.     | výkon    | poř.     | CP            | Resort       | Klub           | Trenér         |
| ------------------ | --- | -------------- | --------- | --------- | ------------- | ------------- | -------- | -------- | -------- | -------- | ------------- | ------------ | -------------- | -------------- |
| Petr Fuksa ml.     | 25  | C1 – 200 m     | 40,275    | 4.        | 41,146        | 5.            | —        | —        | —        | —        | 11.           | ASC Dukla    | TJ Dukla Praha | Petr Fuksa st. |
| Martin Fuksa       | 30  | C1 – 500 m     | 1:48,470  | 1.        | —             | —             | —        | —        | 1:45,462 | 1.       | Zlatá medaile | ASC Dukla    | TJ Dukla Praha | Petr Fuksa st. |
| Petr Fuksa ml.     | 25  | C2 – 500 m     | 1:40,971  | 1.        | —             | —             | —        | —        | 1:40,943 | 5.       | 5.            | ASC Dukla    | TJ Dukla Praha | Petr Fuksa st. |
| Martin Fuksa       | 30  | C2 – 500 m     | 1:40,971  | 1.        | —             | —             | —        | —        | 1:40,943 | 5.       | 5.            | ASC Dukla    | TJ Dukla Praha | Petr Fuksa st. |
| Jakub Zavřel       | 27  | K1 – 200 m     | 36,159    | 8.        | 37,311        | 8.            | —        | —        | —        | —        | 14.           | VICTORIA VSC | USK Praha      | Tomáš Ježek    |
| Jakub Špicar       | 30  | K1 – 500 m     | 1:50,016  | 6.        | 1:39,091      | 1.            | —        | —        | 1:38,310 | 5.       | 5.            | ASC Dukla    | TJ Dukla Praha | Jan Souček     |
| Jakub Brabec       | 22  | K2 – 500 m     | 1:46,752  | 7.        | 1:42,759      | 9.            | —        | —        | —        | —        | 21.           | ASC Dukla    | TJ Dukla Praha | Jan Andrlík    |
| Radek Šlouf        | 29  | K2 – 500 m     | 1:46,752  | 7.        | 1:42,759      | 9.            | —        | —        | —        | —        | 21.           | ASC Dukla    | TJ Dukla Praha | Karel Leština  |
| Jakub Brabec       | 22  | K4 – 500 m     | 1:21,422  | 4.        | 1:22,645      | 3.            | —        | —        | 1:21,178 | 7.       | 7.            | ASC Dukla    | TJ Dukla Praha | Jan Andrlík    |
| Radek Šlouf        | 29  | K4 – 500 m     | 1:21,422  | 4.        | 1:22,645      | 3.            | —        | —        | 1:21,178 | 7.       | 7.            | ASC Dukla    | TJ Dukla Praha | Karel Leština  |
| Jakub Špicar       | 30  | K4 – 500 m     | 1:21,422  | 4.        | 1:22,645      | 3.            | —        | —        | 1:21,178 | 7.       | 7.            | ASC Dukla    | TJ Dukla Praha | Jan Souček     |
| Jakub Zavřel       | 27  | K4 – 500 m     | 1:21,422  | 4.        | 1:22,645      | 3.            | —        | —        | 1:21,178 | 7.       | 7.            | VICTORIA VSC | USK Praha      | Tomáš Ježek    |
| Ženy               | Věk | Disciplína     | Rozjížďky | Rozjížďky | Semif. (opr.) | Semif. (opr.) | Finále B | Finále B | Finále A | Finále A | CP            | Resort       | Klub           | Trenér         |
| Ženy               | Věk | Disciplína     | výkon     | poř.      | výkon         | poř.          | výkon    | poř.     | výkon    | poř.     | CP            | Resort       | Klub           | Trenér         |
| Denisa Řáhová      | 22  | C1 – 200 m     | 49,518    | 6.        | 50,220        | 5.            | —        | —        | —        | —        | 11.           | VICTORIA VSC | USK Praha      | Viktor Jiráský |
| Martina Malíková   | 24  | C1 – 500 m     | —         | —         | —             | —             | —        | —        | 2:11,258 | 7.       | 7.            | VICTORIA VSC | USK Praha      | Karel Kožíšek  |
| Denisa Řáhová      | 22  | C2 – 500 m     | 2:12,353  | 5.        | 2:05,752      | 3.            | —        | —        | 2:09,849 | 9.       | 9.            | VICTORIA VSC | USK Praha      | Karel Kožíšek  |
| Martina Malíková   | 24  | C2 – 500 m     | 2:12,353  | 5.        | 2:05,752      | 3.            | —        | —        | 2:09,849 | 9.       | 9.            | VICTORIA VSC | USK Praha      | Viktor Jiráský |
| Adéla Házová       | 21  | K1 – 200 m     | 41,997    | 7.        | 43,192        | 5.            | —        | —        | —        | —        | 11.           | VICTORIA VSC | USK Praha      | Hana Krpatová  |
| Anežka Paloudová   | 24  | K1 – 500 m     | 1:58,221  | 3.        | 1:54,261      | 3.            | —        | —        | 1:52,395 | 7.       | 7.            | VICTORIA VSC | USK Praha      | Hana Krpatová  |
| Kateřina Zárubová  | 22  | K2 – 500 m     | 1:45,354  | 7.        | 1:47,856      | 8.            | —        | —        | —        | —        | 14.           | VICTORIA VSC | USK Praha      | Hana Krpatová  |
| Barbora Betlachová | 22  | K2 – 500 m     | 1:45,354  | 7.        | 1:47,856      | 8.            | —        | —        | —        | —        | 14.           | VICTORIA VSC | USK Praha      | Hana Krpatová  |
| Barbora Betlachová | 22  | K4 – 500 m     | 1:34,959  | 5.        | 1:35,702      | 3.            | —        | —        | 1:35,401 | 9.       | 9.            | VICTORIA VSC | USK Praha      | Hana Krpatová  |
| Adéla Házová       | 21  | K4 – 500 m     | 1:34,959  | 5.        | 1:35,702      | 3.            | —        | —        | 1:35,401 | 9.       | 9.            | VICTORIA VSC | USK Praha      | Hana Krpatová  |
| Anežka Paloudová   | 24  | K4 – 500 m     | 1:34,959  | 5.        | 1:35,702      | 3.            | —        | —        | 1:35,401 | 9.       | 9.            | VICTORIA VSC | USK Praha      | Hana Krpatová  |
| Kateřina Zárubová  | 22  | K4 – 500 m     | 1:34,959  | 5.        | 1:35,702      | 3.            | —        | —        | 1:35,401 | 9.       | 9.            | VICTORIA VSC | USK Praha      | Hana Krpatová  |
| Muži + Ženy        | Věk | Disciplína     | Rozjížďky | Rozjížďky | Semif. (opr.) | Semif. (opr.) | Finále B | Finále B | Finále A | Finále A | CP            | Resort       | Klub           | Trenér         |
| Muži + Ženy        | Věk | Disciplína     | výkon     | poř.      | výkon         | poř.          | výkon    | poř.     | výkon    | poř.     | CP            | Resort       | Klub           | Trenér         |
| Antonín Hrabal     | 24  | C2 mix – 200 m | 41,080    | 3.        | —             | —             | —        | —        | 42,179   | 8.       | 8.            | ASC Dukla    | TJ Dukla Praha | Libor Dvořák   |
| Denisa Řáhová      | 22  | C2 mix – 200 m | 41,080    | 3.        | —             | —             | —        | —        | 42,179   | 8.       | 8.            | VICTORIA VSC | USK Praha      | Karel Kožíšek  |
| —                  | —   | K2 mix – 200 m | —         | —         | —             | —             | —        | —        | —        | —        | —             | —            | —              | —              |

- Šéftrenér repr.: Pavel Hottmar
- Trenéři repr.: Viktor Jiráský, Petr Fuksa st., Hana Krpatová, Tomáš Ježek

1. pozn: Kajakářka Adéla Házová (K1, K4) nahradila v původní nominaci[4] kajakářku Štěpánku Sobíškovou.

### Vodní slalom
- datum: 29. června – 2. července 2023
- místo: Tor kajakarstwa górskiego w Krakowie, Krakov
- typ soutěže: individuální + hlídky (současně jako Mistrovství Evropy za rok 2023)
- účast: 12 závodníků
- medaile:
  - zlato: 3 – Jiří Prskavec ml. (K1 mužů), Ondřej Tunka (Kajak kros), C1–hlídky žen (Gabriela Satková, Tereza Fišerová, Tereza Kneblová)
  - stříbro: 1 – K1–hlídky žen (Tereza Fišerová, Amálie Hilgertová, Antonie Galušková)
  - bronz: 3 – Václav Chaloupka (C1 mužů), Vít Přindiš (Kajak kros), Tereza Fišerová (K1 žen)

| Muži              | Věk | Disciplína  | Rozjížďky | Rozjížďky | Opravy | Opravy | Semifinále | Semifinále | Finále | CP               | Resort       | Klub                  | Trenér            |
| Muži              | Věk | Disciplína  | výkon     | poř.      | výkon  | poř.   | výkon      | poř.       | výkon  | CP               | Resort       | Klub                  | Trenér            |
| ----------------- | --- | ----------- | --------- | --------- | ------ | ------ | ---------- | ---------- | ------ | ---------------- | ------------ | --------------------- | ----------------- |
| Václav Chaloupka  | 25  | C1          | 93,43     | 9.        | —      | —      | 96,94      | 3.         | 96,10  | 3.               | VICTORIA VSC | USK Praha             | Miloslav Říha     |
| Jiří Prskavec ml. | 30  | C1          | 94,31     | 14.       | —      | —      | 99,36      | 7.         | 96,18  | 4.               | VICTORIA VSC | USK Praha             | Jiří Prskavec st. |
| Lukáš Rohan       | 28  | C1          | 145,49    | 41.       | 95,92  | 7.     | 100,80     | 13.        | —      | 13.              | VICTORIA VSC | USK Praha             | Pavel Kubričan    |
| Jakub Krejčík     | 21  | K1          | 91,82     | 36.       | 89,13  | 5.     | 89,53      | 2.         | 94,38  | 7.               | ASC Dukla    | TJ Dukla Praha        | Jan Vondra        |
| Jiří Prskavec ml. | 30  | K1          | 85,09     | 3.        | —      | —      | 88,97      | 1.         | 88,21  | Zlatá medaile    | VICTORIA VSC | USK Praha             | Jiří Prskavec st. |
| Vít Přindiš       | 34  | K1          | 88,81     | 21.       | —      | —      | 94,06      | 18.        | —      | 18.              | VICTORIA VSC | USK Praha             | Jiří Prskavec st. |
| Jiří Prskavec ml. | 30  | C1 – hlídky | —         | —         | —      | —      | —          | —          | 111,53 | 6.               | VICTORIA VSC | USK Praha             | Jiří Prskavec st. |
| Lukáš Rohan       | 28  | C1 – hlídky | —         | —         | —      | —      | —          | —          | 111,53 | 6.               | VICTORIA VSC | USK Praha             | Pavel Kubričan    |
| Václav Chaloupka  | 25  | C1 – hlídky | —         | —         | —      | —      | —          | —          | 111,53 | 6.               | VICTORIA VSC | USK Praha             | Miloslav Říha     |
| Jiří Prskavec ml. | 30  | K1 – hlídky | —         | —         | —      | —      | —          | —          | 148,42 | 14.              | VICTORIA VSC | USK Praha             | Jiří Prskavec st. |
| Vít Přindiš       | 34  | K1 – hlídky | —         | —         | —      | —      | —          | —          | 148,42 | 14.              | VICTORIA VSC | USK Praha             | Jiří Prskavec st. |
| Jakub Krejčík     | 21  | K1 – hlídky | —         | —         | —      | —      | —          | —          | 148,42 | 14.              | ASC Dukla    | TJ Dukla Praha        | Jan Vondra        |
| Ženy              | Věk | Disciplína  | Rozjížďky | Rozjížďky | Opravy | Opravy | Semifinále | Semifinále | Finále | CP               | Resort       | Klub                  | Trenér            |
| Ženy              | Věk | Disciplína  | výkon     | poř.      | výkon  | poř.   | výkon      | poř.       | výkon  | CP               | Resort       | Klub                  | Trenér            |
| Tereza Fišerová   | 25  | C1          | 105,18    | 4.        | —      | —      | 118,51     | 19.        | —      | 19.              | ASC Dukla    | TJ Dukla Brandýs n.L. | Lukáš Kubričan    |
| Tereza Kneblová   | 18  | C1          | 103,08    | 2.        | —      | —      | 120,38     | 20.        | —      | 20.              | ASC Dukla    | SKUP Olomouc          | Jiří Kratochvíl   |
| Gabriela Satková  | 22  | C1          | 108,61    | 12.       | —      | —      | 111,14     | 4.         | 113,86 | 4.               | VICTORIA VSC | USK Praha             | Ondřej Cvikl      |
| Tereza Fišerová   | 25  | K1          | 96,20     | 6.        | —      | —      | 103,44     | 4.         | 102,34 | Bronzová medaile | ASC Dukla    | TJ Dukla Brandýs n.L. | Lukáš Kubričan    |
| Antonie Galušková | 22  | K1          | 100,45    | 19.       | —      | —      | 105,32     | 13.        | —      | 13.              | VICTORIA VSC | USK Praha             | Miloslav Říha     |
| Amálie Hilgertová | 26  | K1          | 103,65    | 26.       | 97,03  | 1.     | 117,50     | 25.        | —      | 25.              | VICTORIA VSC | USK Praha             | Jiří Rohan        |
| Gabriela Satková  | 22  | C1 – hlídky | —         | —         | —      | —      | —          | —          | 117,54 | Zlatá medaile    | VICTORIA VSC | USK Praha             | Ondřej Cvikl      |
| Tereza Fišerová   | 25  | C1 – hlídky | —         | —         | —      | —      | —          | —          | 117,54 | Zlatá medaile    | ASC Dukla    | TJ Dukla Brandýs n.L. | Lukáš Kubričan    |
| Tereza Kneblová   | 18  | C1 – hlídky | —         | —         | —      | —      | —          | —          | 117,54 | Zlatá medaile    | ASC Dukla    | SKUP Olomouc          | Jiří Kratochvíl   |
| Tereza Fišerová   | 25  | K1 – hlídky | —         | —         | —      | —      | —          | —          | 111,75 | Stříbrná medaile | ASC Dukla    | TJ Dukla Brandýs n.L. | Lukáš Kubričan    |
| Amálie Hilgertová | 26  | K1 – hlídky | —         | —         | —      | —      | —          | —          | 111,75 | Stříbrná medaile | VICTORIA VSC | USK Praha             | Jiří Rohan        |
| Antonie Galušková | 22  | K1 – hlídky | —         | —         | —      | —      | —          | —          | 111,75 | Stříbrná medaile | VICTORIA VSC | USK Praha             | Miloslav Říha     |

| Muži             | Věk | Disciplína | Kvalifikace | Kvalifikace | Vyřazovací boje | Vyřazovací boje | Vyřazovací boje | Vyřazovací boje | Vyřazovací boje | CP               | Resort       | Klub                  | Trenér            |
| Muži             | Věk | Disciplína | Kvalifikace | Kvalifikace | Čtvrtfinále     | Čtvrtfinále     | Semifinále      | Semifinále      | Finále          | CP               | Resort       | Klub                  | Trenér            |
| Muži             | Věk | Disciplína | výkon       | poř.        |                 | poř.            |                 | poř.            | poř.            | CP               | Resort       | Klub                  | Trenér            |
| ---------------- | --- | ---------- | ----------- | ----------- | --------------- | --------------- | --------------- | --------------- | --------------- | ---------------- | ------------ | --------------------- | ----------------- |
| Jakub Krejčí     | 21  | Kajak kros | 66,59       | 23.         | —               | —               | —               | —               | —               | 23.              | ASC Dukla    | TJ Dukla Praha        | Jan Vondra        |
| Vít Přindiš      | 34  | Kajak kros | 63,98       | 11.         | D               | 1.              | B               | 1.              | 3.              | Bronzová medaile | VICTORIA VSC | USK Praha             | Jiří Prskavec st. |
| Ondřej Tunka     | 33  | Kajak kros | 63,64       | 7.          | D               | 2.              | B               | 2.              | 1.              | Zlatá medaile    | VICTORIA VSC | USK Praha             | Jiří Prskavec st. |
| Ženy             | Věk | Disciplína | Kvalifikace | Kvalifikace | Vyřazovací boje | Vyřazovací boje | Vyřazovací boje | Vyřazovací boje | Vyřazovací boje | CP               | Resort       | Klub                  | Trenér            |
| Ženy             | Věk | Disciplína | Kvalifikace | Kvalifikace | Čtvrtfinále     | Čtvrtfinále     | Semifinále      | Semifinále      | Finále          | CP               | Resort       | Klub                  | Trenér            |
| Ženy             | Věk | Disciplína | výkon       | poř.        |                 | poř.            |                 | poř.            | poř.            | CP               | Resort       | Klub                  | Trenér            |
| Tereza Fišerová  | 25  | Kajak kros | 70,47       | 21.         | —               | —               | —               | —               | —               | 21.              | ASC Dukla    | TJ Dukla Brandýs n.L. | Lukáš Kubričan    |
| Tereza Kneblová  | 18  | Kajak kros | 71,72       | 36.         | —               | —               | —               | —               | —               | 36.              | ASC Dukla    | SKUP Olomouc          | Jiří Kratochvíl   |
| Veronika Vojtová | 33  | Kajak kros | 69,56       | 13.         | B               | 3.              | —               | —               | —               | 11.              | VICTORIA VSC | USK Praha             | Pavel Kubričan    |

- Šéftrenér repr.: Jiří Prskavec st.
- Trenéři repr.: Lukáš Kubričan, Miloslav Říha, Ondřej Cvikl, Jiří Rohan, Jan Vondra